# Histoire du Tour de France
Pour un article plus général, voir Tour de France.
Vous lisez un « bon article » labellisé en 2016.
 (novembre 2024).

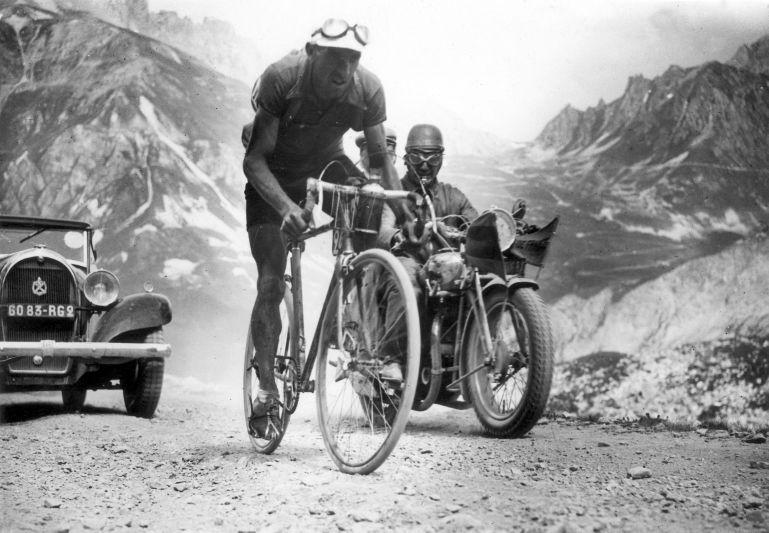
Federico Ezquerra dans la montée du col du Galibier en 1934.

Créé en 1903 dans un contexte de développement du sport cycliste sous l'impulsion des organes de presse spécialisée et des industriels du cycle, le Tour de France est organisé par le journal L'Auto, dirigé par Henri Desgrange, afin de relancer les ventes du quotidien et d'affaiblir son concurrent, Le Vélo. Dès sa première édition, l'épreuve connaît un certain succès populaire et se voit reconduite l'année suivante. Malgré des accusations de tricherie envers certains coureurs ou des modifications fréquentes du règlement vivement critiquées, comme la mise en place d'un classement par points à défaut d'un classement général au temps entre 1905 et 1912, le Tour de France devient peu à peu l'un des évènements sportifs les plus populaires en France et à l'étranger. Les performances des coureurs du Tour, ces « géants de la route », magnifiées et glorifiées par la narration de la course dans les journaux, puis des années plus tard à la TSF, contribuent à asseoir la notoriété de l'épreuve. Des faits de course comme la fourche cassée d'Eugène Christophe en 1913 au tracé d'un parcours toujours plus difficile, avec la première traversée des cols pyrénéens en 1910 puis la première ascension du col du Galibier l'année suivante, la « légende du Tour » s'écrit au fil des ans. Avec l'introduction du maillot jaune en 1919 pour distinguer le leader du classement général, le Tour de France se dote d'un symbole majeur.
La formule des équipes nationales est retenue à partir de 1930 pour contrer la puissance de certaines équipes de marque, accusées par Henri Desgrange de verrouiller la course, ce qui prive les organisateurs des ressources financières issues des droits d'entrée jusqu'alors payés par les marques. La caravane publicitaire naît cette même année pour compenser ce manque à gagner. Les cinq victoires consécutives de l'équipe de France entre 1930 et 1934 suscitent un véritable regain d'intérêt de la part du public.
Alors que le Tour de France renaît dans la difficulté après la Seconde Guerre mondiale, sous l'impulsion de Jacques Goddet et Félix Lévitan, la formule des équipes nationales est maintenue jusque dans les années 1960. Le journal L'Équipe succède à L'Auto, qui cesse de paraître à la Libération. Les performances de champions comme Fausto Coppi, Gino Bartali ou Louison Bobet marquent le public, qui se déchire en 1964 à l'occasion du duel entre Raymond Poulidor et Jacques Anquetil. Ce dernier, vainqueur en 1957 puis de 1961 à 1964, devient le premier coureur à remporter cinq Tours de France.
Le retour aux équipes de marque et l'émergence de la télévision offrent de nouvelles ressources au Tour de France, dont l'organisation est désormais confiée à une société créée ad hoc. Dès le début des années 1980, l'épreuve entre dans une période d'« extension mondialisée » et de forte croissance. Le Tour de France s'internationalise tant au niveau des équipes et des coureurs participants qu'au niveau du parcours et renforce sa position hégémonique au sein du cyclisme mondial.
L'« affaire Festina » en 1998 constitue un tournant dans la perception du dopage par le public. La pratique d'un dopage généralisé au sein du peloton apparaît au grand jour et l'image du Tour est constamment ternie par les affaires qui se succèdent au cours des années 2000, avec en point d'orgue les aveux de Lance Armstrong, qui se voit retirer ses sept victoires sur le Tour de France entre 1999 et 2005. Depuis lors, les performances des coureurs entretiennent la suspicion du public et des médias, tandis que les organisateurs de l'événement sportif s'évertuent à promouvoir l'image d'un « Tour propre ».

## Contexte

### Développement du sport cycliste et des compétitions à la fin duXIXesiècle
« La bicyclette est mieux qu'un instrument de sport, c'est un bienfait social. »

— Pierre Giffard, Le Vélo du 1er décembre 1892

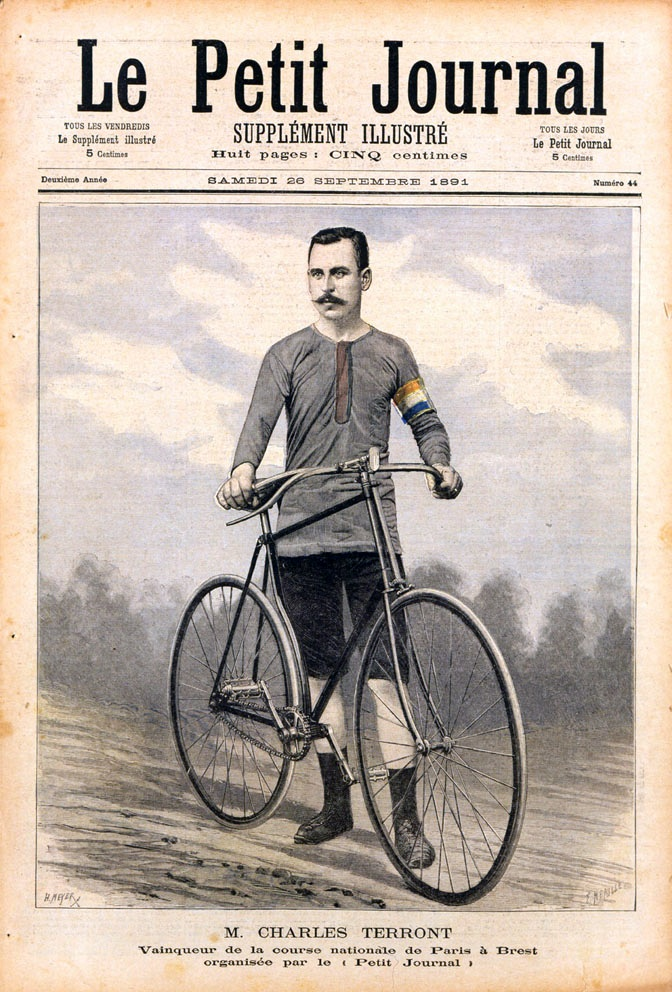
La une du Petit Journal annonce la victoire de Charles Terront dans Paris-Brest-Paris en 1891.

Les premières courses cyclistes naissent en France à la fin des années 1860, alors que s'y développe la « vélocipédie ». Après les courses du parc de Saint-Cloud en 1868, la première épreuve d'endurance de ville à ville est organisée en 1869 entre Paris et Rouen. Les compétitions sportives se développent en France dans un contexte « revanchard ». Afin de corriger les erreurs ayant à leurs yeux causé la défaite de 1870 face à la Prusse, les gouvernements de la Troisième République exaltent le sentiment patriotique à travers l'instruction publique et les manifestations nationales qui sont autant d'occasions de démonstrations sportives et gymniques. La fin du XIXe siècle voit également se développer une presse de masse qui établit son succès sur la relation de faits divers, puis la narration de spectacles sportifs et notamment de courses cyclistes. Alors que la bicyclette se diffuse à une frange élargie de la population à mesure que son prix diminue, la pratique cycliste se développe avec la création d'associations comme l'Union vélocipédique de France en 1881 et de clubs vélocipédiques locaux : leur nombre passe de moins de 100 au milieu des années 1880 à plus de 1 700 en 1900.
Enthousiasmé par la première édition de la course Bordeaux-Paris, organisée en 1891 par Le Véloce-sport, et constatant l'augmentation des ventes de journaux qu'elle a suscitée, Pierre Giffard, chef de l'information du Petit Journal et fervent promoteur de la bicyclette, organise le premier Paris-Brest-Paris la même année. Cette course connaît un retentissement international et constitue le premier « spectacle sportif de grande ampleur et de longue durée. » En 1892, Pierre Giffard collabore à un nouveau quotidien, Le Vélo, qui se revendique comme le premier journal à traiter chaque jour de la vélocipédie dans le monde. Bien que les épreuves sur route se multiplient rapidement, elles restent dans l'ombre des épreuves sur piste, à l'image des courses de six jours, qui offrent une bonne visibilité du spectacle au public, une exigence à laquelle les courses sur route, par nature itinérantes, ne peuvent répondre, ce que tente de combler la presse spécialisée par le récit de la course qu'elle reconstitue,. La presse sportive offre ainsi au spectateur la possibilité d'apprécier la course, dont il n'aperçoit finalement qu'une infime partie au bord de la route.
L'industrie du cycle et de l'automobile devient un partenaire privilégié de la presse sportive. En soutenant l'organisation des compétitions sportives, elle met en valeur ses produits auprès d'un lectorat élargi et bénéficie ainsi de l'impact des épreuves sur les ventes des différents quotidiens.

### De l'opposition entre Pierre Giffard et le comte de Dion à la création deL'Auto

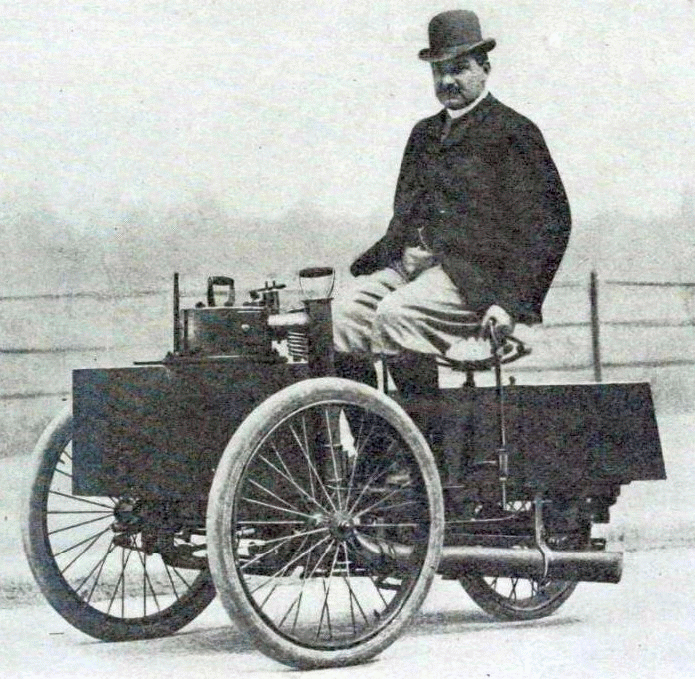
Le comte Jules-Albert de Dion.

À la fin du XIXe siècle, avec un tirage qui s'élève à 300 000 exemplaires, Le Vélo détient le monopole de la presse spécialisée dans le sport. Devenu rédacteur en chef, Pierre Giffard associe son journal à ses engagements personnels et prend notamment position dans les colonnes de son quotidien en faveur du capitaine Dreyfus, au sein de l'affaire qui divise alors les Français. Cette prise de position déplaît aux industriels du cycle et de l'automobile, qui financent le journal par la publicité et qui sont pour la plupart antidreyfusards. En juin 1899, au lendemain du cassement de la condamnation du capitaine Dreyfus, le comte Jules-Albert de Dion, un industriel pionnier de l'automobile et fondateur de la marque De Dion-Bouton, est arrêté pour son implication dans une bagarre provoquée par des antidreyfusards, lors d'une réunion publique à l'hippodrome d'Auteuil en présence du président de la République, Émile Loubet,. Monarchiste convaincu, il est condamné à quinze jours de prison, ce qui fragilise sa position au sein de l'Automobile Club de France (ACF), dont il est le vice-président et l'un des fondateurs. Alors que le gouvernement décrète la fermeture des locaux de l'ACF, son ami Pierre Giffard l'incite à démissionner afin d'éviter la dissolution du club. Cet évènement marque un premier désaccord entre les deux hommes,.
Pierre Giffard et le comte de Dion s'opposent également par leur vision de l'automobile. Ce dernier est un fervent défenseur des courses automobiles de vitesse sur route, tandis que Pierre Giffard est partisan du développement de l'industrie automobile pour le grand public et considère à ce titre que les courses doivent se tenir dans le cadre réglementé d'un circuit afin d'en assurer la sécurité. En fondant le Moto Club de France, Pierre Giffard crée un club concurrent à l'ACF et demande que les courses automobiles sur route ne soient plus autorisées. Il devient une menace pour les intérêts des industriels de l'automobile, qui mènent alors une campagne anti-Giffard. Ils font notamment échouer sa candidature à une élection législative. En réaction, Pierre Giffard boycotte les évènements patronnés par le comte de Dion et Le Vélo ne fait plus mention des voitures De Dion-Bouton dans ses publicités.
Le comte de Dion prend alors ses distances avec Pierre Giffard et décide de créer son propre journal, L'Auto-Vélo, qui paraît en octobre 1900 et se veut apolitique,. Il est appuyé dans sa démarche par d'autres industriels du cycle et de l'automobile, dont Adolphe Clément, Édouard Michelin ou le baron Étienne van Zuylen van Nyevelt, président de l'Automobile Club de France, qui s'indignent également des tarifs publicitaires pratiqués par Pierre Giffard pour son journal,.

## Naissance du Tour de France

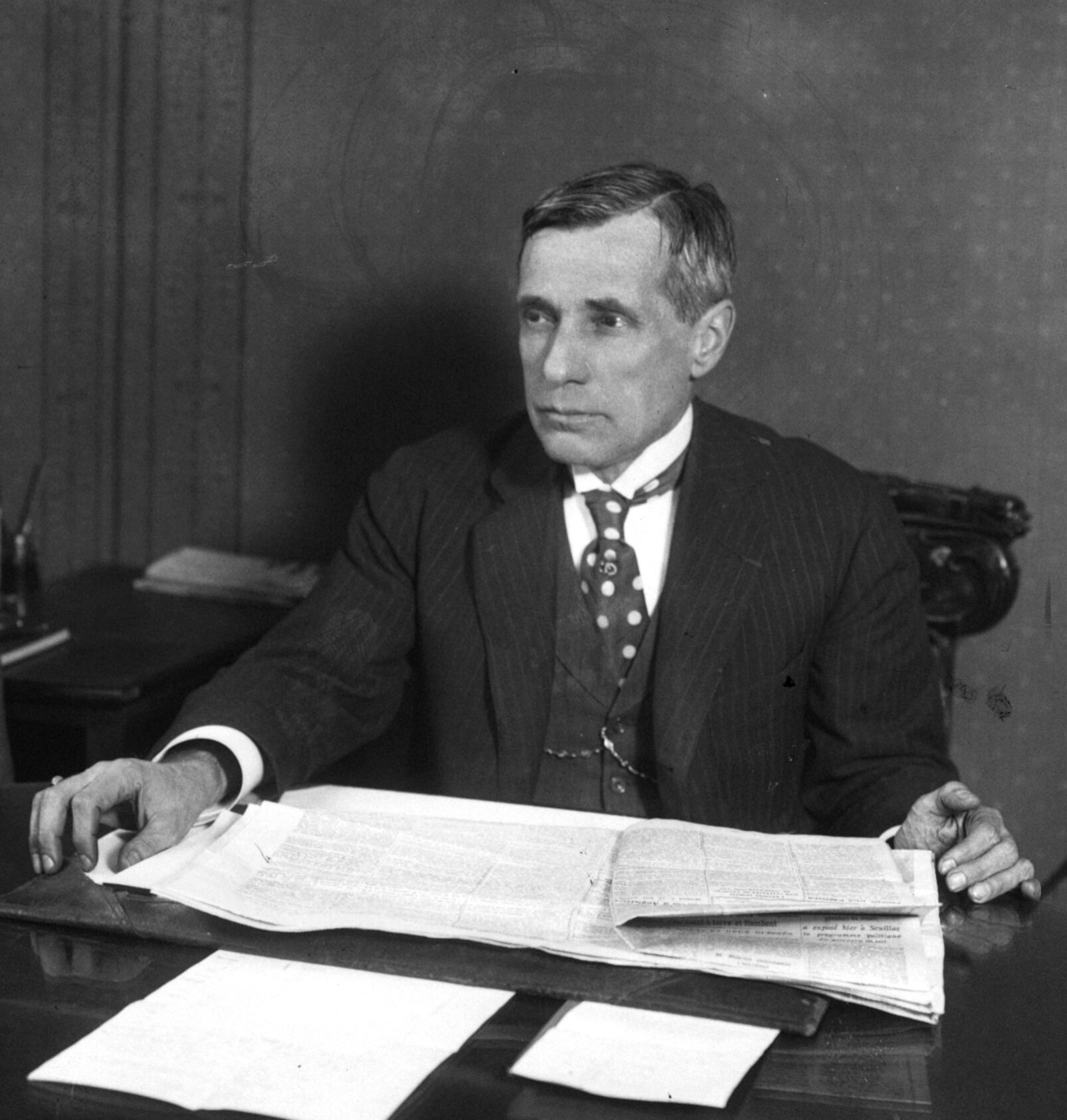
Henri Desgrange en 1914.

Jules-Albert de Dion, qui détient 48 % des parts de L'Auto-Vélo, confie la direction de ce nouveau quotidien à Henri Desgrange, ancien coureur cycliste et premier recordman de l'heure, mais également directeur du vélodrome du Parc des Princes et spécialiste de la presse sportive puisqu'il a officié en tant que directeur d'un quotidien alors disparu, Paris-Vélo, et dirige la rubrique cycliste et automobile du journal L'Outsider depuis juin 1899. Alors que Le Vélo est publié sur papier vert, Henri Desgrange fait éditer son quotidien sur papier jaune et affirme son programme : le soutien de l'industrie automobile et cycliste. Lancé le 16 octobre 1900 à l'occasion de l'Exposition universelle et des Jeux olympiques de Paris, le quotidien est condamné le 2 janvier 1903 pour usurpation de titre lors d'un procès intenté par le propriétaire du quotidien Le Vélo, Paul Rousseau. Ne pouvant plus comporter le mot vélo, le journal est alors rebaptisé L'Auto,.
L’Auto connaît des débuts difficiles : ses ventes stagnent et ne représentent que le quart de celle du Vélo au début de l'année 1903, malgré le rachat de Paris-Brest-Paris et l'organisation d'un Marseille-Paris en 1902. Alors qu'il craint que les lecteurs passionnés de cyclisme ne se détournent de son quotidien à cause de sa nouvelle appellation, Henri Desgrange sollicite ses collaborateurs afin d'élaborer une course qui dépasserait en renommée celles organisées par Le Vélo, tout en favorisant les ventes de L'Auto. Lors d'une conférence de rédaction suivie d'un déjeuner dans une brasserie parisienne, le journaliste Géo Lefèvre propose à son patron d'organiser une course cycliste qui ferait le tour de la France. D'abord sceptique, Henri Desgrange approuve finalement le projet. Le 19 janvier 1903, L'Auto annonce dans sa une la création du Tour de France, « la plus grande épreuve cycliste jamais organisée. » Cette annonce permet à la rédaction de réaffirmer sa vocation cycliste, alors qu'il n'apparaît plus aussi primordial de précipiter la chute du Vélo, que Pierre Giffard vient de quitter. Le Tour de France naît ainsi d'une volonté économique : il apparaît dès sa création comme un moyen de relancer les ventes de L'Auto tout en soutenant l'industrie du cycle, qui bénéficie à travers la course d'une vitrine pour ses différents produits.

## De 1903 à la Première Guerre mondiale

### Premières éditions (1903-1904)
« Du geste large et puissant que Zola dans La Terre donne à son laboureur, L'Auto, journal d'idées et d'action, va lancer à travers la France, aujourd'hui, les inconscients et rudes semeurs d'énergie que sont nos grands routiers professionnels. »

— Henri Desgrange, édito du journal L'Auto du 1er juillet 1903

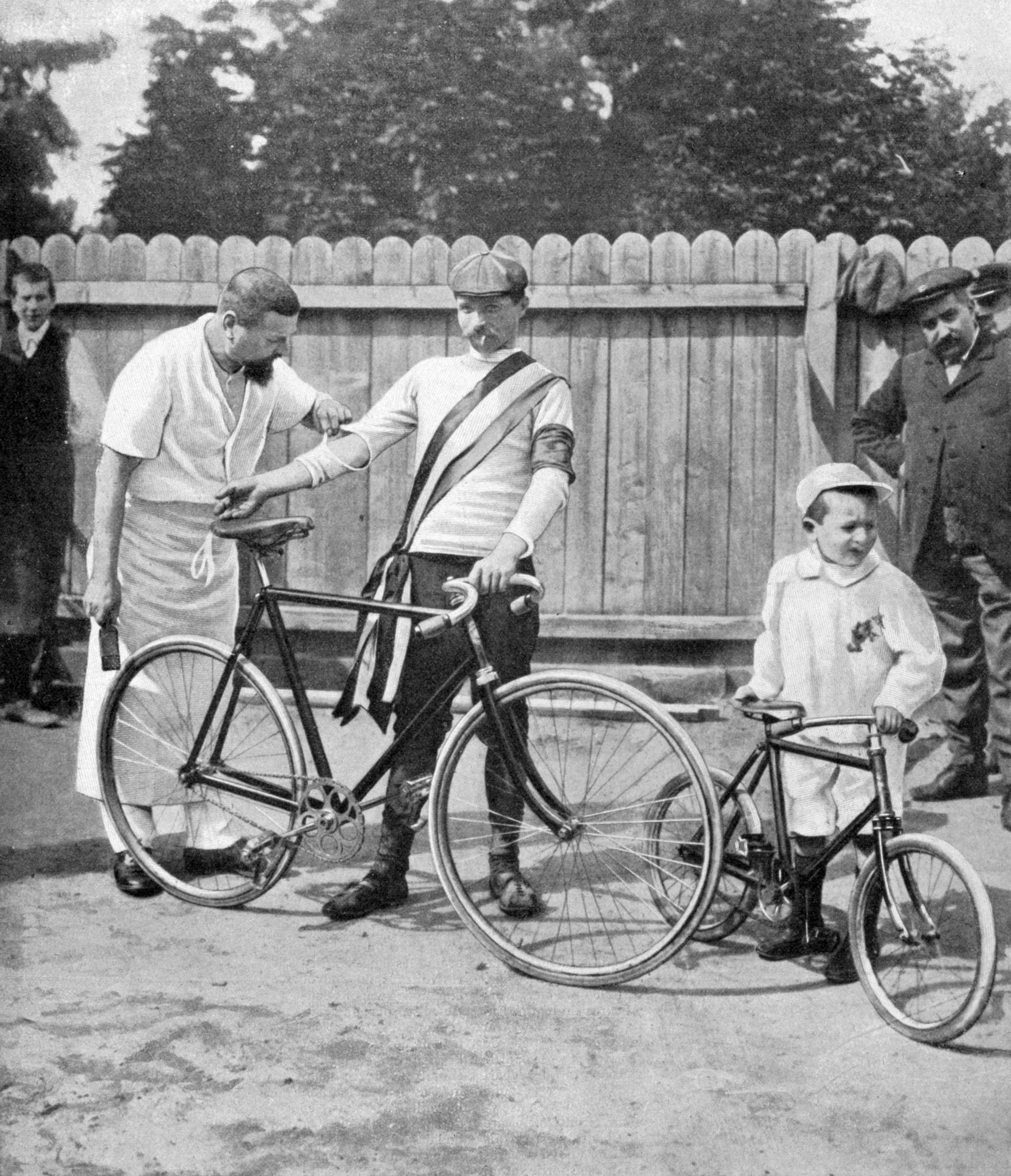
Maurice Garin, le vainqueur du Tour de France 1903.

Le Tour de France 1903 s'élance de Montgeron le 1er juillet devant le café « Le Réveil-matin ». Il relie les principales villes françaises, Lyon, Marseille, Toulouse, Bordeaux, Nantes et Paris, en six étapes, pour un parcours total de 2 428 km. Le public, estimé entre 200 000 et 500 000 personnes, est faiblement présent sur l'ensemble du parcours, mais le Tour de France est néanmoins un succès lors de son arrivée à Paris, où le public se presse à Ville-d'Avray, lieu d'arrivée réel, puis au parc des Princes pour accueillir les premiers héros du Tour, dont le vainqueur Maurice Garin. Les journaux battent des records de ventes : L'Auto, organisateur de l'épreuve, voit ses ventes augmenter considérablement, passant de 30 000 à 65 000 exemplaires par jour à la suite de cet évènement. Au lendemain de la 1re étape entre Paris et Lyon, une édition spéciale est même tirée à 93 000 exemplaires, tandis que l'édition spéciale suivant l'arrivée de la dernière étape est tirée à 135 000 exemplaires. Le Tour de France suscite un véritable engouement dans les milieux sportifs, qui suivent la compétition au quotidien grâce à la presse et en discutent. Les journaux saluent la réussite de ce premier Tour de France. Victor Breyer, rédacteur en chef du concurrent Le Vélo, constate ainsi que « Garin est sorti vainqueur de la colossale épreuve que fut le Tour de France et dont il nous faut impartialement constater le gros succès. », tandis que Jean Laffitte reconnaît dans les colonnes du quotidien Le Monde Sportif que « le Tour de France nous aura fait connaître toute une légion de routiers exceptionnels qui vont, à l'avenir, donner un grand éclat à toutes les manifestations cyclistes sur route. »
L'Auto dépassant peu à peu ses concurrents, Henri Desgrange décide de renouveler l'expérience en 1904, mais le Tour est rapidement victime de son succès. Alors que les débordements du public sont déjà constatés en 1903, les actes de chauvinisme local sont exacerbés l'année suivante : des cyclistes sont agressés dans le col de la République ou dans les environs de Nîmes pour favoriser les coureurs régionaux, des lettres dénonçant les tricheries de certains coureurs sont envoyées à la direction du journal, des clous sont semés sur la chaussée. Le public va ainsi à l'encontre de l'idéal d'unité nationale véhiculé par le Tour et soutient ses coureurs régionaux. La course part de Paris, s'y termine, et la majorité des coureurs en sont originaires : le Tour diffuse dans les provinces françaises les valeurs parisiennes, qui suscitent parfois une vive opposition. Bien après l'arrivée, le Tour défraie toujours la chronique : l'Union vélocipédique de France (UVF) décide en novembre de déclasser les quatre premiers du classement général, accusés de diverses infractions au règlement de la course. Le jeune Henri Cornet est alors déclaré vainqueur. Cette décision, justifiée par des actes de tricheries, découle aussi probablement de la rivalité entre les dirigeants de L'Auto et de l'UVF, cette dernière jalousant le succès du Tour. Henri Desgrange reconnaît alors que « ce deuxième Tour de France aura été le dernier, il sera mort de son succès, des passions aveugles qu'il aura déchaînées. »

### Du «chemin de ronde» aux premiers sommets (1905-1914)

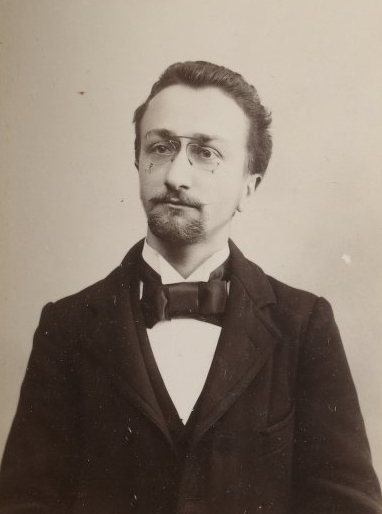
À l'initiative d'Alphonse Steinès, le Tour traverse les grands cols pyrénéens en 1910.

Après avoir un temps envisagé de renoncer à organiser une nouvelle édition de son Tour de France, Henri Desgrange apporte en 1905 un certain nombre de modifications au règlement afin de mieux contrôler le déroulement de la course et éviter les irrégularités constatées l'année précédente. Les étapes, désormais au nombre de onze, sont plus courtes, de sorte que les coureurs ne roulent plus la nuit. Le classement général au temps est remplacé par un classement par points.
C'est également à partir de cette année qu'à l'initiative d'Alphonse Steinès, un collaborateur de Desgrange, le Tour se rapproche de ses frontières, jusqu'à former un « chemin de ronde », un « encerclement processionnel du pays qui manifeste ostentatoirement les valeurs de la France moderne et industrielle, le dynamisme et la santé éclatante de la jeunesse ». Il devient un symbole de la vitesse et de la modernité et contribue à l'appropriation symbolique du territoire national pour la majorité des Français ruraux qui, confinés dans leurs régions, sont « prisonniers de la lenteur. » Le Tour dessine la France et se veut militant : une attention particulière est portée à l'Alsace-Lorraine, annexée par l'Empire allemand en 1871. Le passage par le ballon d'Alsace en 1905, puis, de 1907 à 1910, les arrivées d'étape programmées à Metz, vont dans ce sens. Ce passage du Tour en terres allemandes est notamment rendu possible grâce à l'intervention du comte Ferdinand von Zeppelin, qui obtient l'assentiment des autorités allemandes. Ces escales sont l'occasion pour la population locale d'exprimer son sentiment français. Inquiet des manifestations de patriotisme auxquelles ces étapes donnent lieu, dans un contexte de dégradation des relations franco-allemandes, Guillaume II empêche l'incursion du Tour en territoire allemand à partir de 1911. Ainsi, le Tour ne promeut plus seulement les valeurs de l'effort physique, de l'énergie, du courage et du progrès technique : il délimite le territoire français, rappelle les prétentions françaises sur l'Alsace-Lorraine et passe ainsi dans « l'arsenal de la revanche ». Cette tendance s'accentue à partir de 1912 dans les pages de L'Auto, où les articles d'Henri Desgrange se font plus offensifs et décrivent le Tour comme une « croisade de la régénération physique en France ».
En s'étendant aux frontières, le Tour prend aussi de l'altitude. Alors que la moyenne montagne est présente dès 1905, avec l'ascension du ballon d'Alsace, de la côte de Laffrey et du col Bayard, puis du col de Porte dès 1907, Henri Desgrange se montre peu enclin à envoyer les coureurs vers des sommets plus élevés. Alphonse Steinès le convainc pourtant de répondre aux attentes du public et de passer par les Pyrénées lors du Tour de France 1910. Il ébauche un projet d'étape entre Luchon et Bayonne, via les cols de Peyresourde, d'Aspin, du Tourmalet et d'Aubisque. Inquiet, Henri Desgrange l'envoie en reconnaissance et les quatre cols sont bien inscrits au programme de ce Tour. Bien que vainqueur de l'étape, Octave Lapize qualifie à cette occasion les organisateurs de « criminels ». Cette étape marque le début de la recherche de démesure du Tour de France. Les ventes de L'Auto bénéficient largement du regain d'intérêt que suscite la traversée des cols pyrénéens, atteignant 300 000 exemplaires. Le remplacement en 1911 du col de Porte par le Galibier, qui marque les esprits du public et des organisateurs, achève sa conquête de la haute montagne. Henri Desgrange se montre volontiers dithyrambique à l'occasion : « Oh ! Col Bayard ! Oh ! Tourmalet ! Je ne faillirai pas à mon devoir en proclamant qu'à côté du Galibier, vous êtes de la pâle et vulgaire « bibine » : devant ce géant, il n'y a plus qu'à tirer son bonnet et à saluer bien bas… Notre route s'ouvre à peine entre deux murailles de neige, route écorchée, cahoteuse depuis le bas. Il fait, là-haut, un froid de canard, et, lorsque Georget passe, après avoir mis son pied vainqueur sur la tête du monstre, lorsqu'il passe près de nous, sale, la moustache pleine de morve et des nourritures du dernier contrôle, et le maillot sali des pourritures du dernier ruisseau où, en nage, il s'est vautré, il nous jette, affreux, mais auguste : ça vous en bouche un coin ! »
La popularité du Tour s'accroît rapidement durant cette période. Malgré une présence modeste du public, plutôt faible aux départs d'étapes et sur la route mais plus importante aux arrivées et aux contrôles, le Tour devient une « grande fête populaire du cycle et des frontières. » Trois types de spectateurs peuvent être distingués à cette époque : un public sportif, composé d'une part d'aristocrates et de bourgeois mécanisés qui suivent une partie de la course et d'autre part de passionnés présents au bord de la route, et le public populaire pour lequel le passage du Tour est l'occasion d'une fête estivale. La course devient en effet « prétexte à un prolongement des fêtes du 14 juillet » et « un bon mobile pour célébrer les valeurs républicaines. » À ce titre, l'État soutient l'organisation du Tour. Ainsi une circulaire ministérielle de 1912, qui reste en vigueur jusqu'aux années 1950, enjoint aux maires de ne pas entraver l'organisation des courses cyclistes qui « sont une mise en valeur de la jeunesse française, pour le plus grand profit de l'Armée et du Pays. »
Dès les premières éditions, les exploits des coureurs du Tour de France sont mis en valeur par L'Auto et Henri Desgrange, qui voit en eux « l'aristocratie du muscle ». Ils sont considérés par le public comme des héros « car ils ont su triompher de tous les obstacles de la route, et cela grâce à une simple bicyclette », mais aussi comme des « soldats du sport » qui « fascinent les milieux populaires. » Leur héroïsme s’accroît à partir de 1910 lorsqu'ils franchissent la haute montagne, qui donne à leurs exploits « une dimension mythologique ». Si en 1903 quelques « géants de la route », comme Maurice Garin, Jean Fischer, Hippolyte Aucouturier ou Édouard Wattelier côtoient une majorité d'inconnus, le nombre de coureurs professionnels va croissant. Les incidents de course, à l'image de celui d'Eugène Christophe en 1913 qui casse la fourche de son vélo dans la descente du col du Tourmalet avant de la réparer lui-même, en vertu du règlement, dans une forge de Sainte-Marie-de-Campan, renforcent la popularité du Tour en lui conférant une intensité dramatique.
Le Tour de France 1913 marque également le retour du classement général au temps, à la satisfaction des coureurs qui considéraient l'addition des places comme une injustice. Pour la première fois, le sens du parcours est inversé et le Tour se dispute dans le sens inverse des aiguilles d'une montre.
Le Tour de France 1914 s'achève quelques jours avant le début de la Première Guerre mondiale. L'Auto donne régulièrement des nouvelles des sportifs mobilisés sur le front et annonce la mort de plusieurs coureurs du Tour. Le Luxembourgeois François Faber, vainqueur en 1909, meurt lors de la bataille de l'Artois de mai 1915. Octave Lapize, qui s'est engagé dans l'aviation, est abattu le 14 juillet 1917 au-dessus de Verdun. Enfin Lucien Petit-Breton, premier double lauréat du Tour (en 1907 et 1908) meurt le 20 décembre 1917 dans un accident automobile à l'arrière du front. Henri Desgrange, qui a espéré organiser le Tour en 1915, s'engage volontairement en 1917 et continue de rédiger des articles pour L'Auto depuis le front. Alors que l'armistice est signé le 11 novembre 1918, dès la semaine suivante, Henri Desgrange annonce dans L'Auto que le Tour renaîtra en 1919 avec « cela va sans dire une étape à Strasbourg. »

## Le Tour de l'Entre-deux-guerres

### Le Tour renaît de l'enfer (1919-1929)
« Strasbourg ! Metz ! Nous allons là-bas, chez nous. Nous verrons de Belfort à Haguenau toute la ligne bleue des Vosges qu'avant la guerre nous contemplions à notre droite. Nous allons longer le Rhin. [...] Avec Strasbourg et Metz, nos ambitions sont repues ; le Tour de France est complet. »

— Henri Desgrange, L'Auto du 28 juin 1919

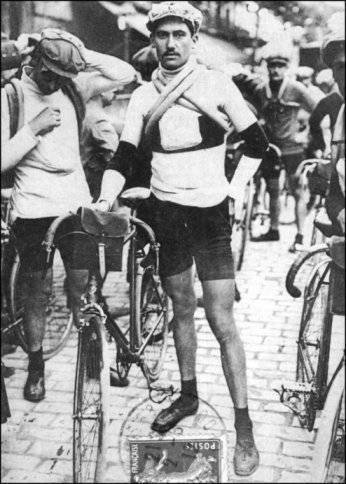
Henri Pélissier en 1919.

Après cinq années d'interruption, le Tour reprend ainsi en 1919. Il s'inscrit dans un mouvement de « cyclisme de commémoration », à l'image d'autres courses organisées en cette année suivant la fin du conflit mondial, comme le Circuit des Champs de Bataille et le Grand Prix de l'Armistice, et célèbre le retour à la France de l'Alsace-Lorraine. Les constructeurs de cycle, n'étant pas en mesure de mettre sur pied des équipes compétitives face au manque de pneumatiques et d'accessoires, acceptent l'idée d'Alphonse Baugé de se regrouper dans un consortium sous le nom de « La Sportive ». Seuls onze coureurs terminent ce Tour rendu difficile par les routes endommagées ou peu entretenues durant le conflit mondial, remporté par le Belge Firmin Lambot. C'est lors de cette édition que naît un symbole majeur du Tour de France : à l'initiative d'Alphonse Baugé, Eugène Christophe reçoit le premier maillot jaune de l'histoire du Tour, au départ de la 11e étape à Grenoble, dans le café de l'Ascenseur, situé sur le boulevard Gambetta,. Ce maillot naît de la volonté d'Henri Desgrange de distinguer plus facilement le leader du classement général. Le choix de la couleur jaune présente un double avantage : c'est à la fois la couleur des pages du journal L'Auto tout en étant une couleur absente des maillots portés par les coureurs du Tour,.
Les premières éditions d'après-guerre ne rencontrent pas le même succès que celles d'avant-guerre, bien que les quatre victoires belges de 1919 à 1922, dont celle de Philippe Thys qui devient en 1920 le premier coureur à remporter trois Tour de France, soient bien accueillies dans leur pays. L'image du Tour pâtit de la présence de « champions peu charismatiques » et des entorses répétées au règlement de la course. Bien qu'Henri Desgrange soit resté intransigeant sur le caractère individuel de la compétition, les victoires doivent beaucoup aux ententes entre coureurs du consortium La Sportive, puis de l'équipe Peugeot en 1922. Le Tour connaît un éphémère regain d'enthousiasme en 1923 avec la victoire d'Henri Pélissier, l'un des coureurs français les plus populaires de l'époque.
La direction du Tour connaît quelques modifications au cours de cette période. Après la guerre, le comte de Dion cède ses actions de L'Auto à Victor Goddet, administrateur du journal L'Auto. À la mort de celui-ci en 1926, son fils aîné Maurice Goddet se voit léguer la majorité des actions du journal, cependant qu'Henri Desgrange reste le patron du Tour. Il prend sous son aile le deuxième fils de Victor Goddet, Jacques, qui suit son premier Tour en 1928 après être entré au journal L'Auto, afin de l'amener à prendre sa succession.

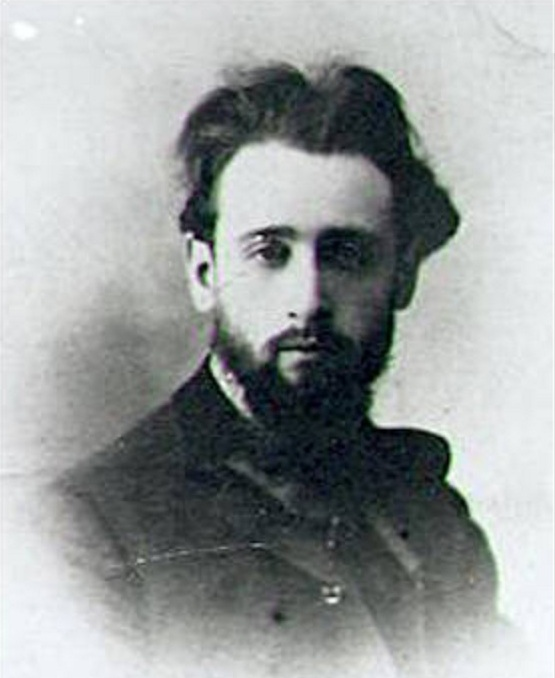
Albert Londres recueille la réaction des frères Pélissier après leur abandon en 1924.

L'emprise d'Henri Desgrange sur la course n'est pas appréciée de tous, elle est même une cause de la dégradation de l'image du Tour de France à la fin des années 1920. En 1924, les frères Francis et Henri Pélissier abandonnent pour protester contre un règlement jugé trop sévère. Ils se livrent au journaliste Albert Londres, qui couvre le Tour pour Le Petit Journal. Ils lui décrivent les difficultés et la souffrance des coureurs du Tour de France, « en accentuant le côté dramatique de l'épreuve ». En titrant son article « Les forçats de la route », Albert Londres rend cette expression et l'image qu'elle véhicule durablement populaires et fait découvrir au public une réalité peu connue,. Henri Pélissier élargit l'audience de sa protestation contre Henri Desgrange et son règlement trop strict en envoyant un courrier à différents journaux. L'Humanité s'en saisit et suit pour la première fois le Tour de France.
Le Tour de France s'élance pour la première fois hors de la région parisienne en 1926 avec un départ à Évian, tout en effectuant une boucle similaire à celle des éditions précédentes. Henri Desgrange souhaite ainsi « réduire le temps entre la sortie des Alpes et l'arrivée à Paris. Les promenades en groupe ne signifient rien et finissent par lasser le public. » Ce nouveau parcours, le plus long de l'histoire du Tour avec 5 745 km, n'a pas l'effet escompté car un grand nombre d'étapes se terminent par un sprint massif du peloton. Afin d'y remédier, Desgrange invente l'année suivante une nouvelle formule : lors des étapes de plaine, les équipes s'élancent séparément. Mais les spectateurs ne comprennent pas l'enjeu et le déroulement de cette course. En 1928, il met en œuvre une nouvelle idée : chaque équipe est autorisée à faire appel à trois remplaçants après les Pyrénées afin de leur permettre de concurrencer l'équipe Alcyon qui domine la course. Six coureurs entrent ainsi en course à Marseille, et font l'objet d'un classement général séparé. En d'autres occasions, Desgrange renonce à son idéal sportif pour maintenir l'intérêt de la course. Il paie par exemple des coureurs pour qu'ils accélèrent lorsqu'il estime que le peloton est trop lent. En 1929, le Belge Maurice De Waele, malade, s'impose grâce à l'aide de ses coéquipiers de l'équipe Alcyon. Pour Henri Desgrange, « on fait gagner un cadavre. » Le Tour et son règlement, qui interdit l'entraide, sont définitivement discrédités.

### De la naissance des équipes nationales à la Seconde Guerre mondiale (1930-1939)

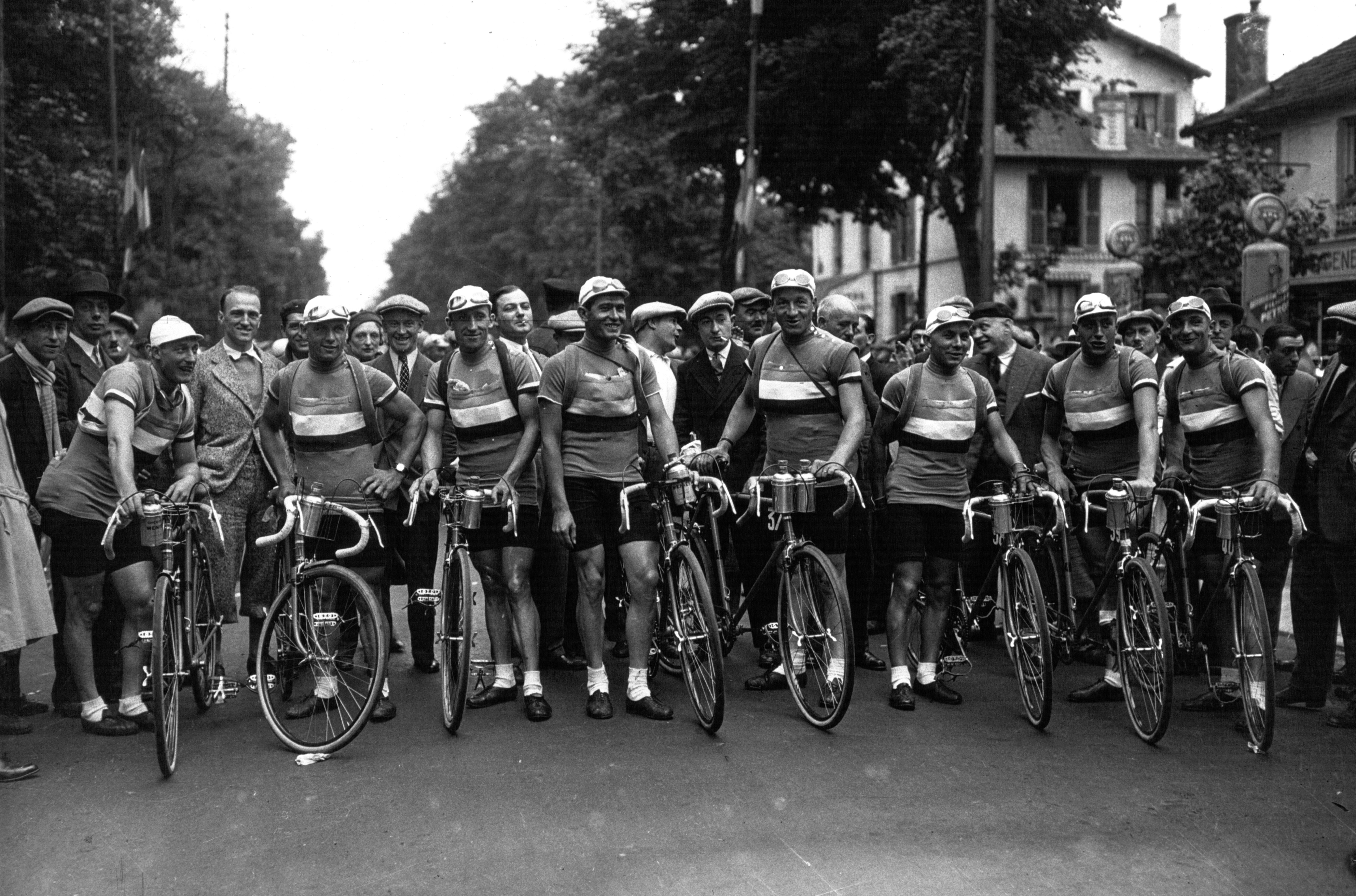
L'équipe de France au départ du Tour de France 1932.

Afin de maintenir l'intérêt du public, Henri Desgrange décide de modifier en profondeur son règlement et bouleverse le mode de participation au Tour de France. Les marques de cycles sont supprimées pour laisser place aux équipes nationales. En contrepartie, L'Auto prend à sa charge les frais d'hébergement, de nourriture, de matériel, de soins et de massages pour les coureurs. Désormais, ces derniers contractent directement avec le Tour et sont tenus de signer une convention qui les lie à l'organisation de l'épreuve. L'Auto fournit en outre un vélo sans marque de couleur jaune à chaque participant. Pour l'édition 1930, cinq équipes nationales regroupant 40 coureurs sont présentes : l'Allemagne, la Belgique, l'Espagne, la France et l'Italie. Les autres coureurs forment la catégorie des « touristes-routiers », qui courent tous à leurs frais et sont désormais sélectionnés : quarante places sont réservées aux coureurs des années précédentes et vingt à des coureurs qui ont fait leurs preuves au cours de la saison. Henri Desgrange intervient ainsi directement dans la sélection des coureurs. La formule des équipes nationales écarte de fait le Luxembourgeois Nicolas Frantz, pourtant double vainqueur du Tour. De même, il intervient auprès de la fédération belge pour écarter le tenant du titre, Maurice De Waele. Il convainc le campionissimo Alfredo Binda de participer, moyennant une prime de départ, mais refuse la participation de Costante Girardengo qui, associé à Binda, aurait formé selon lui un duo invincible.
La nouvelle formule sans équipes de marque prive les organisateurs des droits d'entrée qu'étaient prêtes à payer les équipes de marque pour participer à la course. La caravane publicitaire est créée en 1930 pour compenser ce manque à gagner. L'idée originale est attribuée à Marc Thevenin, directeur de la publicité des chocolats Menier, qui lance un véhicule de la marque sur les routes du Tour de France 1928 pour suivre le peloton et distribuer des produits au public. La caravane lancée en 1930 est composée de six véhicules qui précèdent la course. Les entreprises y participant rémunèrent L'Auto, notamment par des prix et des primes. C'est ainsi qu'est créé un « embryon » de grand prix de la montagne : les chocolats Menier attribuent 5 000 francs au coureur passant le premier au sommet des sept grands cols du Tour. En 1931, Henri Desgrange décide d'organiser lui-même cette caravane publicitaire. Elle s'intègre rapidement dans le Tour de France et se développe. Elle « préfigure […] l'idéal social de la consommation de masse » et transforme le Tour des années 1930 en « un véritable défilé de véhicules. » Pour financer cette nouvelle formule, L'Auto trouve également de nouvelles sources de revenus en mettant à contribution les villes qui participent par le biais d'une redevance en contrepartie de la publicité offerte et de l'activité générée pour l'hôtellerie et la restauration par la réception du Tour.
L'adhésion du public à la formule des équipes nationales est générale et suscite un véritable regain d'intérêt. Les victoires de l'équipe de France enthousiasment les spectateurs et projettent l'image d'une France unie. Les coureurs français s'imposent de 1930 à 1934, alors qu'Henri Pélissier avait été le seul vainqueur français depuis 1919.

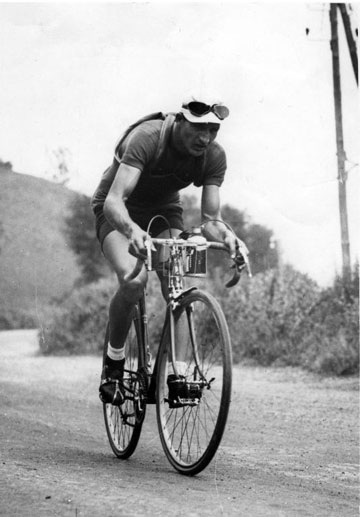
L'Italien Gino Bartali sur le Tour de France 1938.

Les équipes nationales sont également créées dans un contexte de montée des nationalismes en Europe et accroissent les enjeux nationaux et le chauvinisme dans le Tour de France. Après les cinq victoires françaises, les Belges Romain Maes et Sylvère Maes s'imposent en 1935 et 1936. Afin de contrer l'équipe belge, jugée supérieure aux autres lors des contre-la-montre par équipes, le nombre des étapes disputées sous cette forme est réduit en 1937. La rivalité entre Belges et Français lors de cette édition se conclut par le retrait de l'équipe belge après de nombreux incidents, à l'image de la pénalité infligée à Sylvère Maes, porteur du maillot jaune, car il avait été attendu et aidé par des compatriotes belges à la suite d'une crevaison. En Italie, Benito Mussolini suit avec intérêt les succès des champions italiens. En 1937, à des fins de propagande pour son régime, il pousse Gino Bartali à participer au Tour de France bien que ce dernier ne soit pas fasciste — il est surtout reconnu pour sa foi catholique, au point d'être surnommé « Gino le pieux » ou « le mystique ». Alors que les journaux de la SFIO et du Parti communiste, Le Populaire et L'Humanité, se montraient jusque-là « peu favorables » au Tour, ils s'y intéressent à partir de 1936, tandis que des grévistes du Front populaire saluent le passage de la course. La guerre d'Espagne rejaillit également sur le déroulement du Tour. En 1937 et 1938, six coureurs espagnols s'engagent dans la compétition afin d'y représenter la République espagnole, dont Julián Berrendero et Mariano Cañardo, vainqueurs d'étapes dans les Pyrénées en 1937.
Durant cette période, le Tour de France voit sa popularité croître. Avec le développement de sa couverture médiatique, le Tour de France devient le « pain quotidien médiatique au mois de juillet pour les Français. » Alors qu'au cours de la décennie précédente, le public se concentre principalement dans les villes et sur les sommets, le Tour dans les années 1930 attire une foule important sur l'ensemble de son parcours. Alors que jusqu'en 1914, les spectateurs sur le bord des routes ne représentent que 2 % de la population française, ils en représentent plus de 10 % à partir de la seconde moitié des années 1920 et plus de 20 % à partir du milieu des années 1930, jusqu'à représenter selon les estimations le quart de la population française d'alors, soit 10 millions de spectateurs,. Ce regain de popularité profite en premier lieu à L'Auto, dont les ventes augmentent et atteignent un maximum en 1933 après la victoire de Georges Speicher, avec une diffusion à 854 000 exemplaires, avant de baisser par la suite. Durant les années 1930, L'Auto n'est cependant plus seul à profiter du succès du Tour. Toute la presse consacre une ou plusieurs pages au Tour. Le principal concurrent de L'Auto est Paris-Soir, qui se développe en publiant des reportages photographiques et a l'avantage de paraître le soir même de l'étape alors que L'Auto ne paraît que le lendemain matin. Cet aspect de la concurrence des journaux est à l'origine en 1933 du décalage des arrivées d'étapes du début à la fin d'après-midi. En 1929, le journaliste Jean Antoine, de L'Intransigeant, avec le soutien de la revue de sport Match, est le premier à réaliser des reportages radiodiffusés en dehors des studios. En 1930, l'ensemble des réseaux de radiodiffusion français retransmettent les quatre émissions quotidiennes. « Radio-course » apparaît en 1936, grâce au développement de la technologie sans fil : une voiture émettrice à l'arrière du peloton annonce la position de la course aux spectateurs. Le Tour de France fait également l'objet de premiers reportages d'actualité filmés en 1931. Leur projection quotidienne à Paris commence l'année suivante.
Le Tour de France 1939 s'achève un mois avant le début de la Seconde Guerre mondiale. Les tensions sont déjà palpables entre les futurs belligérants : l'Allemagne et l'Italie de Gino Bartali sont ainsi absentes. De la même manière, les conscrits Jean-Marie Goasmat, Pierre Cogan et André Bramard n'obtiennent pas de permissions pour disputer l'épreuve. Pour éviter que l'absence de certaines équipes ne nuise à l'intérêt de la course, les organisateurs invitent une seconde équipe belge et quatre équipes régionales françaises.

## Les années sombres: de l'Occupation à la Libération

### Le Tour pendant la Seconde Guerre mondiale (1940-1944)
Comme en 1914, la plupart des coureurs du Tour sont mobilisés à l'automne 1939. Jacques Goddet, bras droit d'Henri Desgrange et qui en avait assuré l'intérim sur le Tour de France 1936 alors que ce dernier devait subir une intervention chirurgicale, l'est également. Henri Desgrange envisage toujours l'organisation du Tour 1940, d'autant que s'installe la « drôle de guerre ». Il doit cependant y renoncer en raison des zones militaires inaccessibles à la course qui en réduisent le parcours à une « vessie dégonflée », et de la mise au service de l'effort de guerre de l'industrie. Henri Desgrange donne rendez-vous à l'été 1941, mais malade, il meurt le 16 août 1940 et laisse Jacques Goddet lui succéder à la direction de L'Auto.
Le 10 mai, l'armée allemande lance son offensive. Le 22 juin, le gouvernement du maréchal Pétain, nommé une semaine plus tôt, signe l'armistice à Rethondes. La direction de l'Auto fuit à Lyon dans l'exode, puis Albert Lejeune obtient des occupants de pouvoir revenir à Paris une fois l'armistice signé, malgré l'opposition initiale de Goddet. Par l'intermédiaire de Lejeune, collaborationniste convaincu, qui mène les tractations, le journal est vendu à Gerhard Hibbelen, un proche de l'ambassade allemande à Paris, propriétaire de nombreux journaux parisiens.
Pendant l'Occupation, les Allemands souhaitent que le Tour de France soit de nouveau organisé, afin de « rallier tout le peuple français » et de « légitimer leur pouvoir en autorisant à nouveau une grande manifestation publique », ce que Jacques Goddet refuse. Ce projet est confié au journal collaborationniste La France socialiste et à son chef des sports, Jean Leulliot, ancien journaliste de L'Auto et directeur de l'équipe de France pendant le Tour 1937. Jacques Goddet ayant interdit l'usage du nom « Tour de France », une course soutenue par le gouvernement de Vichy et appelée « Circuit de France » est disputée du 28 septembre au 4 octobre 1942, en sept étapes. Le Belge François Neuville en sort vainqueur. En 1943, les industriels, déjà réticents en 1942, n'apportent pas leur soutien à La France socialiste et le Circuit de France n'est plus organisé. Pendant ce temps, Jacques Goddet entretient le souvenir du Tour de France. Il sollicite les lecteurs de son journal pour composer l'équipe de France idéale. En 1943, il crée le Grand Prix du Tour de France dont le classement est établi en comptabilisant les meilleurs résultats obtenus lors des principales épreuves. À la fin de la saison, le vainqueur se voit remettre un maillot jaune.
À la Libération, L'Auto cesse de paraître à partir du 17 août 1944. Jacques Goddet, indirectement mis en cause dans la rafle du Vel' d'Hiv car propriétaire de ce vélodrome, se voit reprocher d'avoir poursuivi la parution de son journal, qui était retourné à Paris pour fonctionner sous contrôle allemand et de s'être montré passif à l'égard de l'occupant. On l'accuse également d'avoir inclus dans la rubrique « Savoir vite » de son quotidien des communiqués de propagande allemands.

### Reprise du Tour après la Libération (1946-1947)

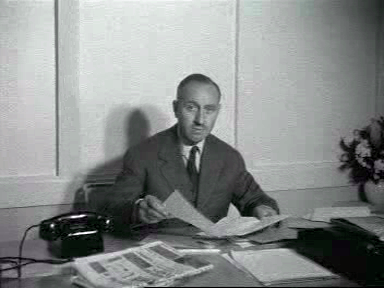
Jacques Goddet relance le Tour de France après la Libération.

Les restrictions sur la consommation de papier, l'interdiction de parution des journaux sportifs et l'état des routes de France rendent inenvisageable l'organisation du Tour dès l'été 1945. Les journaux sportifs sont de nouveaux autorisés à paraître en février 1946. Jacques Goddet lance alors son nouveau journal, L'Équipe, le 28 février 1946. L'organisation du Tour de France fait l'objet d'une lutte intense entre les organes de presse proches des résistants communistes et des gaullistes.
En juillet 1946, les journaux Sports, Miroir Sprint et Ce soir, sympathisants du Parti communiste français, lancent la Ronde de France, une course en cinq étapes de Bordeaux à Grenoble en passant par les Pyrénées et les Alpes, remportée par l'Italien Giulio Bresci et dont le succès auprès du public est relatif. Quelques jours plus tard, L'Équipe et Le Parisien Libéré, fondé par Émilien Amaury, donnent naissance à la course Monaco-Paris, également appelée la « Course du Tour » et qui se déroule en cinq étapes du 23 au 28 juillet. Le Français Apo Lazaridès s'impose devant son coéquipier René Vietto. Le journaliste Émile Besson, ancien résistant, précise que la course organisée par Jacques Goddet « passionne le public, beaucoup plus que celle de la presse communiste, car ce sont les coureurs français, dont beaucoup étaient déjà célèbres avant guerre, qui font la course et la gagnent. »

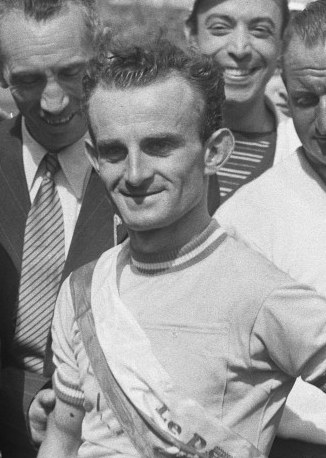
Jean Robic remporte le Tour de France 1947.

Émilien Amaury, qui a notamment participé à la diffusion de publications clandestines pendant la guerre, apporte une caution morale et politique à Jacques Goddet. Fort de ses relations dans la mouvance résistante gaulliste, il obtient de la Fédération nationale de la presse l'organisation du Tour de France, confiée en juin 1947 à la Société du Parc des Princes, dont Jacques Goddet et Émilien Amaury sont les principaux actionnaires, alors que le président du Conseil Paul Ramadier vient d'évincer les ministres communistes de son gouvernement.  Le Parisien libéré et L'Équipe s'engagent à payer vingt millions de francs sur quinze ans pour racheter une course déficitaire,. Jacques Goddet devient directeur de course du Tour de France, avec pour adjoint Félix Lévitan, directeur du service des sports du Parisien libéré,.
Le 25 juin 1947, le Tour renaît. Jacques Goddet écrit dans les colonnes de L'Équipe : « Alors que notre pays, brisé par tant de dures années, supportant les convulsions qui le secouent, le Tour de France, cette grande fête populaire reprend sa place. [...] Son existence même évoque intensément l’idée de paix. » La course adopte un nouvel état d'esprit et « véhicule un message de paix et de fraternité, en même temps qu'il doit aider à la remise en marche de l'économie ». Pour autant, l'équipe allemande n'est pas invitée et l'équipe italienne n'est composée que d'Italiens ou de Français d'origine italienne résidant en France. Le soin apporté par les pouvoirs publics à la bonne organisation de la course crée une « impression de nationalisation ». Cette édition est un grand succès populaire. Des millions de spectateurs viennent applaudir un peloton composé comme en 1939 d'équipes nationales et régionales, et précédé de sa caravane publicitaire. Le déroulement de la course contribue à son succès, avec la lutte pour le maillot jaune de René Vietto et la victoire finale de Jean Robic, obtenue aux dépens de l'Italien Pierre Brambilla grâce à une échappée lors de la dernière étape.

## Les héros du Tour
À l'issue du Tour 1923, Henri Pelissier dit à propos de son dauphin : « Voici le classement du Tour de France 1924 : 1er Ottavio Bottecchia ! ». Le Parisien ne s'y trompe pas. Bottecchia, régulier dans les Alpes, arrivera à Paris avec 35 minutes d'avance au général sur le Luxembourgeois Nicolas Frantz. Ottavio Bottecchia, en jaune du début à la fin, se paiera même le luxe de remporter le sprint de la dernière étape sur le vélodrome du Parc des Princes. Vainqueur le premier jour, le dernier, et sur l'étape reine : la démonstration de force est absolue.
Un parcours dantesque (1924)
Les 15 étapes (5 425 km) ː

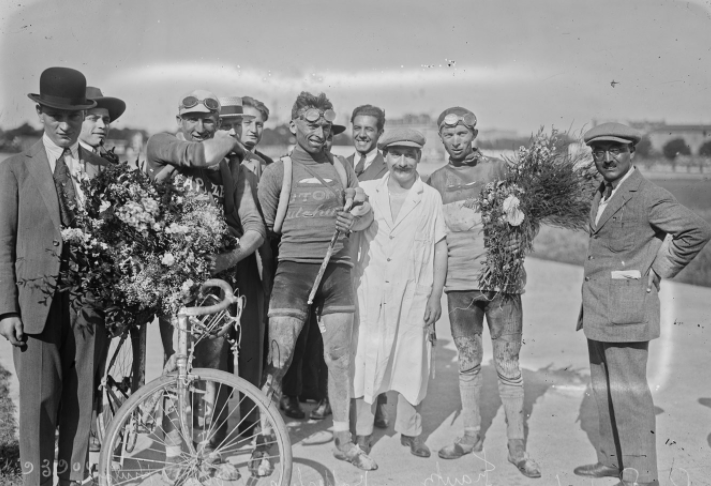
Parc des Princes (vélodrome), 20 juillet 1924, arrivée du Tour de France, les coureurs cyclistes ː Omer Huyse, Ottavio Bottecchia, Nicolas Frantz (de d. à g.).

Paris Luna Park - Le Havre : 381 km ;

Le Havre - Cherbourg : 371 km ;

Cherbourg - Brest : 405 km ;

Brest - Les Sables-d'Olonne : 412 km ;

Les Sables-d'Olonne - Bayonne : 482 km ;

Bayonne - Luchon : 326 km ;

Luchon - Perpignan : 323 km ;

Perpignan - Toulon : 427 km ;

Toulon - Nice : 280 km ;

Nice - Briançon : 275 km ;

Briançon - Gex : 307 km ;

Gex - Strasbourg : 360 km ;

Strasbourg - Metz : 300 km ;

Metz - Dunkerque : 433 km ;

Dunkerque - Paris-Parc des Princes : 343 km.
Durant les années 1930, les coureurs du Tour deviennent des héros dont on admire les exploits et le courage, auxquels le public s'identifie, et que la presse, voire des partis s'approprient. Cette héroïsation est essentiellement le fait de la narration du Tour, notamment à la TSF et dans les pages de L'Auto puis de L'Équipe, qui glorifie les exploits des coureurs et divinise ces derniers,. Roland Barthes dans ses Mythologies voit dans le Tour de France la narration d'une « grande épopée », qui s'opère par la diminution du nom des coureurs : « Bobet devient Louison, Lauredi, Nello et Raphaël Géminiani, héros comblé puisqu'il est à la fois bon et valeureux, est appelé tantôt Raph, tantôt Gem. Ces noms [...] rendent compte sous une même syllabe d'une valeur surhumaine et d'une intimité toute humaine ». Les coureurs sont également désignés par des surnoms « liés à leurs origines et/ou à leurs traits de caractère » : l'« Aigle de Tolède » pour Bahamontes, « Gino le Pieux » pour Bartali, ou le « Landais bondissant » pour André Darrigade. La « géographique homérique » du Tour participe de cette épopée. « Les éléments et les terrains sont personnifiés, car c'est avec eux que l'homme se mesure et comme dans toute épopée il importe que la lutte oppose des mesures égales ». C'est particulièrement le cas du mont Ventoux, « dieu du Mal auquel il faut se sacrifier. Véritable Moloch, despote des cyclistes, il ne pardonne jamais aux faibles »,,.

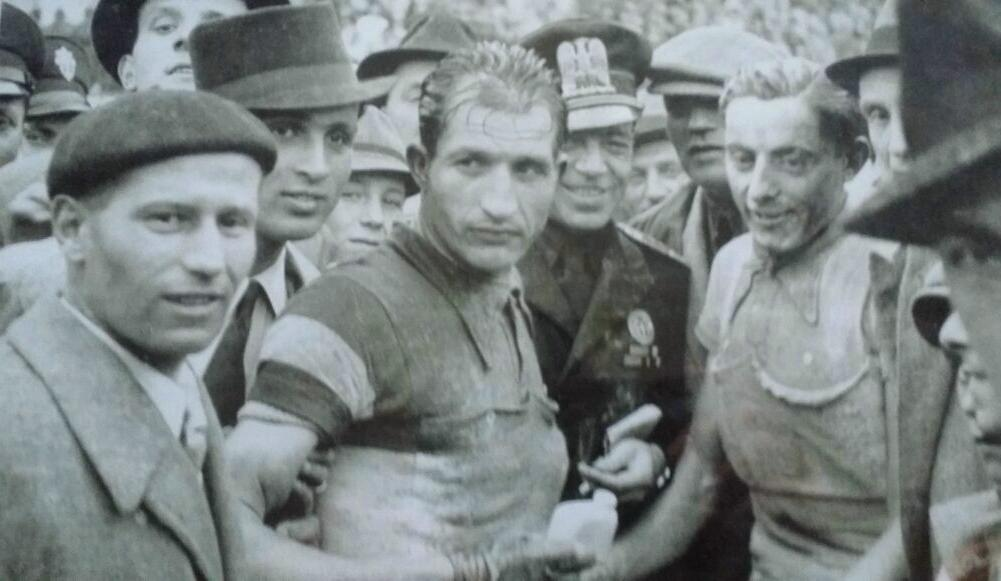
Les deux champions italiens, Fausto Coppi et Gino Bartali.

Parmi les héros du Tour de France, l'un d'entre eux « peut faire figure de héros emblématique du Front populaire ». Il s'agit du Français René Vietto, qui s'est rendu populaire par son sacrifice en 1934, en donnant sa roue à Antonin Magne. L'Humanité ne manque pas de rappeler ses sympathies communistes, et l'appelle « notre camarade ». Deux duels sont particulièrement « évocateurs non pas seulement d'une compétition sportive mais des mouvements de fond d'une société ». La rivalité entre les champions italiens Gino Bartali (vainqueur du Tour en 1938 et 1948) et Fausto Coppi (vainqueur en 1949 et 1952), est emblématique de la « dualité italienne ». Déjà à l'œuvre sur le Giro durant les années 1940, cette rivalité anime le Tour de France 1949, alors qu'ils y courent associés au sein de l'équipe nationale d'Italie. Leur rivalité illustre la situation politique et sociale de l'Italie. Tandis que l'Italie du Nord s'identifie à Fausto Coppi, le Sud adopte Gino Bartali. Les deux piliers de la vie politique italienne se disputent, en vain, les deux champions : le parti communiste contacte Fausto Coppi pour qu'il soit des leurs aux élections générales de 1948 et la Démocratie chrétienne tente d'attirer aussi bien Gino Bartali « le pieux » que Fausto Coppi, engagé dans une relation adultérine et soutenu par une frange plus libérale de la population. Leur triomphe dans l'après-guerre, en 1948 et 1949, en fait également des « icônes [de la] reconstruction » italienne,.
En France, c'est le duel entre Jacques Anquetil et Raymond Poulidor qui illustre un contexte social dans les « années 1960 ». Le pays est divisé entre « Anquetiliens » et « Poulidoristes ». Jacques Anquetil, quintuple lauréat du Tour entre 1957 et 1964, est « l'image de la France qui gagne et prend des risques ». Raymond Poulidor, « l'éternel second », est le symbole d'une « France qui perd » — l'historien Michel Winock parle de « contexte Poulidor ». Il est le coureur « des humbles, attachés à la terre, aux vertus du labeur, au travail sans repos et répit »,. Leur lutte atteint son paroxysme lors de l'ascension du Puy de Dôme pendant le Tour de France 1964, qui tourne à l'avantage de Jacques Anquetil.

## Le Tour de France pendant les Trente Glorieuses

### Évolution du parcours et ouverture à l'étranger (début des années 1950)

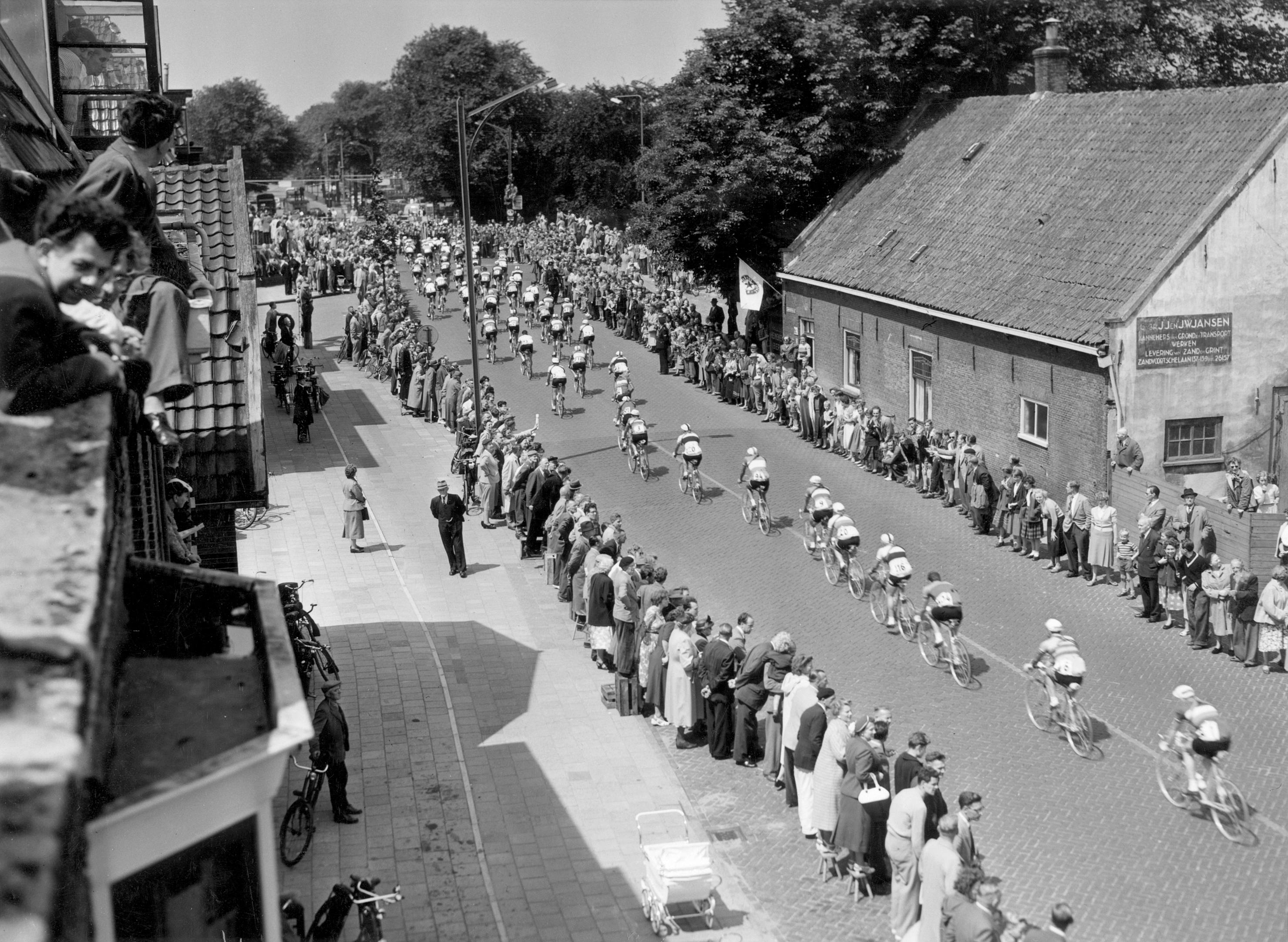
Le Tour de France s'élance des Pays-Bas en 1954.

Au cours des années 1950, sous l'impulsion de Félix Lévitan, le parcours du Tour « s'affranchit du chemin de ronde », ce que Henri Desgrange n'avait pas osé faire, et explore le centre de la France, le Massif central. Le Tour y conquiert un nouveau public qui ne voyait pas passer la course auparavant et la télévision l'élargit en diffusant pour la première fois le Tour en 1952. La découverte de nouvelles ascensions, notamment le mont Ventoux en 1951 relance l'attrait sportif de la course. Les premières arrivées en altitude se font l'année suivante, à l'Alpe d'Huez, à Sestrières et au Puy de Dôme, Fausto Coppi raflant les trois étapes, alors que jusque là les coureurs passaient seulement les cols..
La station de ski de L'Alpe d'Huez a ainsi inauguré en 1952 la toute première arrivée au sommet par une victoire de Fausto Coppi, qui a gravi la montée en 45 min 22 s à une vitesse exceptionnelle pour l'époque, de 18,654 km/h, lui permettant de gagner le Tour de France 1952 avec une avance record de 28 minutes 17 sur le deuxième, le Belge Stan Ockers,.
Dans une Europe divisée en deux blocs, le Tour de France se développe à l'ouest en visitant régulièrement ses voisins italiens, suisses et belges. L'élargissement du territoire du Tour de France est un choix des organisateurs en partie contraint par la concurrence d'autres courses. Celle de la Course de la Paix, épreuve phare en Europe de l'Est et créée en 1948, est crainte par Jacques Goddet, le directeur du Tour de France. Réservée aux amateurs, elle accueille un peloton plus large que le Tour de France. En 1961, un pendant occidental à la Course de la Paix est créé : le Tour de l'Avenir, réservé aux amateurs et couru par équipes nationales quelques heures avant les professionnels sur le même parcours que le Tour de France. La concurrence de la Course de la Paix poussera le Tour à adopter une formule « open » dans les années 1980. En 1954, un Tour d'Europe est organisé par Jean Leulliot. L'annonce de l'évènement incite la direction du Tour de France à prendre pour la première fois son départ de l'étranger, à Amsterdam, en 1954. Le Tour d'Europe n'a cependant pas le succès escompté, en l'absence des meilleurs coureurs. Jean Leulliot ne parvient par à organiser une autre édition l'année suivante, en raison de la concurrence du Tour de Catalogne et du Tour de Grande-Bretagne. L'Équipe, Le Parisien Libéré, La Gazzetta dello Sport et Les Sports rachètent les droits de la course et organisent une deuxième et dernière édition en 1956. Les Tours de France et d'Italie « englobent » le Tour d'Europe et prennent le nom officiel de « Tour de France et d'Europe » et « Tour d'Italie et d'Europe »,.

### Émergence de la télévision et succès populaire (des années 1950 aux années 1960)

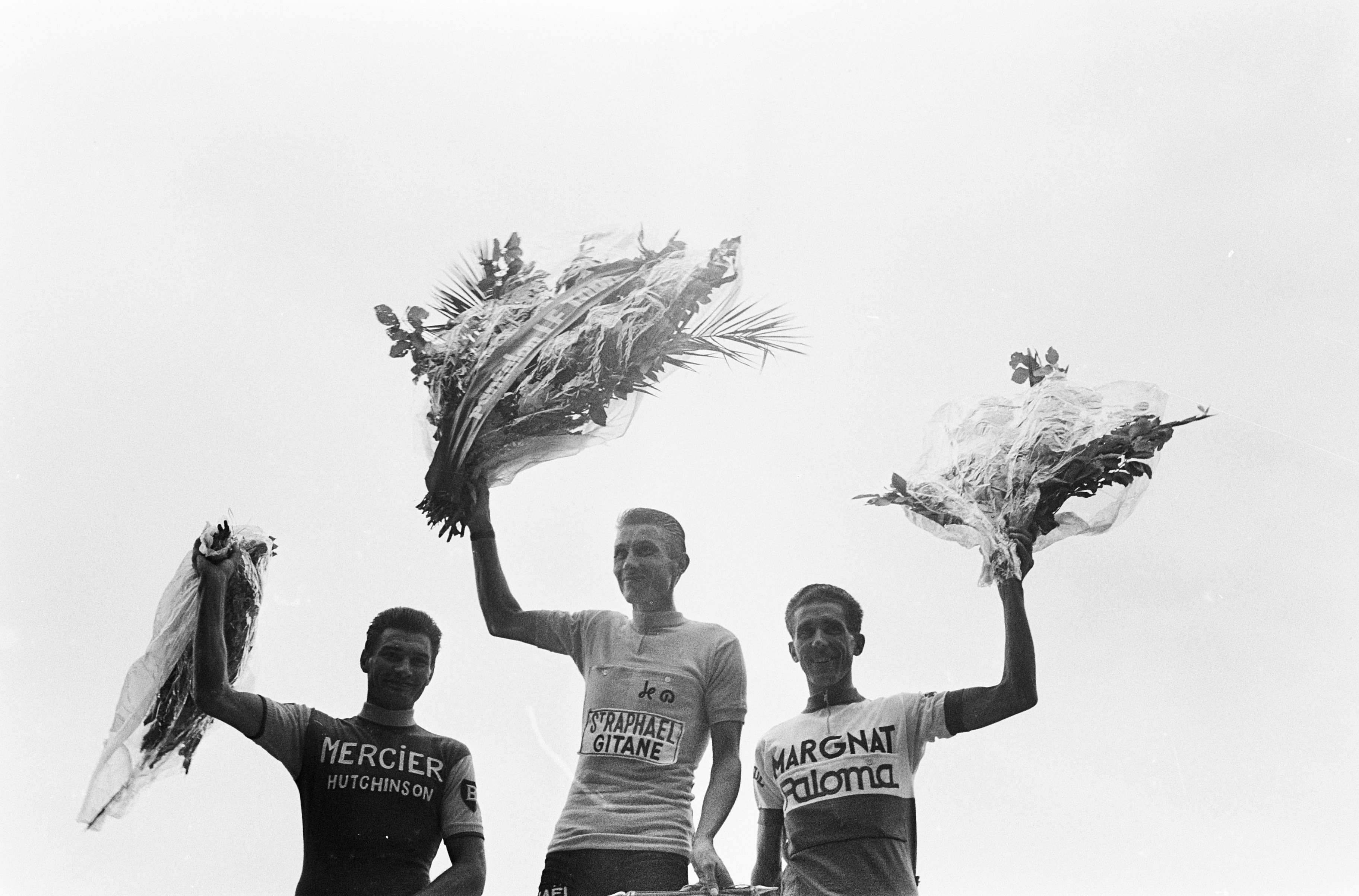
La rivalité entre Raymond Poulidor (à gauche) et Jacques Anquetil (au centre) déchaîne la passion des téléspectateurs en 1964.

Les années 1950 voient le développement de la télévision. Elle arrive sur le Tour de France en 1948. L'arrivée finale au Parc des Princes est l'occasion du premier reportage en direct hertzien de la télévision française. L'année suivante, des résumés d'étapes sont diffusés lors des premiers journaux télévisés, puis à partir de 1955, le résumé de l'étape du jour est proposé en soirée. Avec la progression de l'équipement des ménages, la télévision prend le relai de la presse écrite. Lorsqu'ils ne possèdent pas de récepteur, le public « se [rassemble] devant les vitrines des magasins ou [fréquente] les cafés ». La progression de ce nouveau média ne se fait pas sans accroc. Enthousiaste à son arrivée, Jacques Goddet craint l'emprise grandissante de la télévision sur son spectacle. En 1957, l'intervention de l'État est nécessaire pour assurer la présence de la télévision sur la course, après le refus de la RTF de payer une redevance 8 millions de francs, soit 3 millions de plus que l'année précédente. En 1958, le passage de certains cols est diffusé pour la première fois en direct grâce à des caméras fixes qui attendent les coureurs au sommet des cols. L'année suivante, les arrivées de certaines étapes sont retransmises en direct, puis en 1962 les dix derniers kilomètres. Cette même année marque l'utilisation des premières caméras mobiles sur moto. Le direct mobile s'impose peu à peu. La diffusion du duel entre Jacques Anquetil et Raymond Poulidor sur les pentes du Puy de Dôme en 1964 marque le début de la passion des Français pour le Tour de France télévisé. La présence du Tour de France à la télévision contribue à réduire peu à peu la part des Français qui se déplacent pour assister au passage de la course, à partir de la fin des années 1960, alors qu'ils étaient près de 40 % à y assister en 1964.
La diffusion du Tour à la télévision offre un nouveau support publicitaire pour les produits dont la consommation se développe à cette époque. Alors que la publicité est encore interdite à la télévision, les courses cyclistes permettent aux marques de s'offrir une présence à l'écran. D'autant que la situation économique de l'industrie de cycle leur est propice. Concurrencées par l'automobile et le cyclomoteur, des firmes disparaissent et avec elles les équipes qu'elles financent. Le champion italien Fiorenzo Magni est en 1954 le premier à recourir à une marque « extra-sportive », les produits de beauté Nivéa, pour remplacer les cycles Ganna qui finançaient jusqu'alors son équipe. Il est rapidement imité par l'ensemble des équipes en 1955 et 1956. Les sponsors « extra-sportifs » restent cependant absents du Tour. Jacques Goddet s'affirme encore en 1961 « résolument opposé aux équipes de marques dans l'état anarchique actuel des choses ». Il se résigne pourtant à les accueillir à partir de 1962 pour relancer l'intérêt sportif de la course, après une édition 1961 écrasée par l'équipe de France et Jacques Anquetil et à laquelle Raymond Poulidor a refusé de participer pour ne pas avoir à se mettre au service de ce dernier. Les équipes nationales font un bref retour en 1967 puis en 1968, sans succès. Adoptée à titre expérimental, la formule des équipes de marques est maintenue,.
Le succès populaire du Tour de France s'affiche sur toutes sortes de produits culturels : photos de presse, cartes postales, encarts publicitaires, biographies et autobiographies de coureurs. La course fait également son apparition au cinéma, avec Vive le Tour !, un court-métrage réalisé par Louis Malle en 1962, puis … pour un maillot jaune de Claude Lelouch en 1965. Des timbres du cinquantenaire du Tour sont émis en 1953 et des cartes postales illustrées par Kees van Dongen, Maurice Utrillo et Bernard Buffet sont mises en service en 1958. Plusieurs personnalités sont présentes sur le Tour de France entre les années 1950 et 1960, comme les chanteurs Tino Rossi, Line Renaud, Charles Trenet et Annie Cordy, ainsi que l'accordéoniste Yvette Horner sur le véhicule de la marque Suze dans la caravane du Tour.

### Retour aux équipes de marques et changement de direction (des années 1960 aux années 1970)

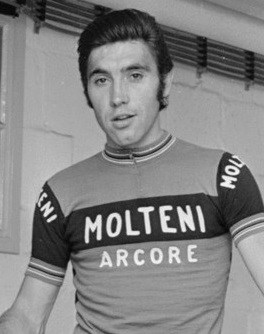
Eddy Merckx avec son maillot Molteni en 1973.

À partir de 1962, les organisateurs du Tour de France décident de réintroduire les équipes de marques. Ce choix s'explique par la volonté d'améliorer la rentabilité de la course en reportant sur les équipes les frais d'entretien des coureurs et de remédier au fait que l'interdiction des équipes de marques, que les courses concurrentes ne pratiquent pas, les conduit à refuser que certains de leurs coureurs participent au Tour de France. Par ailleurs, les équipes nationales sont critiquées car elles défavorisent certains champions, à l'image du Luxembourgeois Charly Gaul, qui ne dispose pas de coéquipiers nationaux en nombre suffisant. Les équipes nationales sont brièvement réinstaurées en 1967 et 1968 car les organisateurs du Tour souhaitent punir les équipes de marques d'avoir organisé en 1966 une grève des coureurs contre les premiers contrôles antidopage. Les marques commerciales qui s'affichent sur les maillots sont représentatives de la société de consommation. Les secteurs alimentaire (Leroux, Ghigi), de l'électroménager (Philco, Grammont, Grundig, Fagor) et de l'automobile (Peugeot, Ford, Michelin, BP) sont très représentés, ainsi que les boissons alcoolisées (Saint-Raphaël, Margnat, Pelforth, Wiel's). Le « cannibale » Eddy Merckx, quintuple vainqueur du Tour entre 1969 et 1974, obtient son premier succès sous les couleurs des machines à café Faema, puis en remporte trois avec celles du boucher italien Molteni.
Le journal L'Équipe, en difficulté au milieu des années 1960, est racheté en 1965 par Émilien Amaury. L'organisation du Tour, devenue trop lourde pour L'Équipe et Le Parisien libéré, est confiée à une société créée ad hoc en 1973, la « Société d'exploitation du Tour de France », filiale du groupe Amaury. Jacques Goddet et Félix Lévitan restent néanmoins à la tête de l'organisation de la course, bien que leur direction et leur vision archaïque soient critiquées. Durant les années 1960 et jusqu'aux années 1970, la situation économique du Tour de France se dégrade. Son organisation est déficitaire. Une relative désaffection du public est observée et la caravane se restreint considérablement. Les prix attribués aux coureurs demeurent inchangés de sorte que leur valeur réelle diminue, ce qui mécontente le peloton. Le Tour de France semble subir les conséquences de la place croissante de l'automobile dans la société, aux dépens de la bicyclette. « Les loisirs faciles, les vacances, la société de consommation éloignent de plus en plus le public des courses cyclistes, pour lui synonymes d'un passé tourné vers l'effort et désormais révolu ». Le peloton cycliste français est également en difficulté. Des sponsors se retirent, au point qu'il ne reste plus que quatre équipes professionnelles françaises en 1974 et que l'Union nationale des cyclistes professionnels crée une équipe de cyclistes chômeurs afin que ceux-ci puissent continuer de courir.
Le Tour de France parvient tout de même à se relancer au milieu des années 1970. Alors que les industries subissent la crise pétrolière, celle du cycle connaît un nouvel essor grâce à une nouvelle mode partie de Californie au milieu des années 1960 et à l'émergence du mouvement écologique. En s'éloignant des grands axes de circulation pour aller à la rencontre de la France paysanne, le Tour de France suscite l'intérêt du secteur agricole en 1974. Enfin, le Tour, spectacle gratuit et fête populaire, attire de nouveau la foule sur le bord des routes, probablement grâce à son « aspect fédérateur [...] face à la crise économique et au changement de société ». À la recherche de recettes supplémentaires, les organisateurs font sponsoriser le maillot jaune pour la première fois en 1969 par les sociétés Le coq sportif et Virlux. En 1975, les organisateurs opèrent une relance sportive, commerciale et touristique du Tour, grâce à une nouvelle stratégie s'adressant aux spectateurs comme consommateurs et qui l'amène à devenir « promoteur de la France des loisirs et du tourisme ». Le classement du meilleur jeune, récompensé par un maillot blanc, et le maillot à pois de meilleur grimpeur sont introduits. Le Tour s'achève pour la première fois sur l'avenue des Champs-Élysées, où le président de la République Valéry Giscard d'Estaing remet son maillot jaune à Bernard Thévenet, qui met fin au règne de six ans d'Eddy Merckx, dans un contexte de lettres d'insultes contre le champion belge,,, qui a reçu dans les pentes du Puy de Dôme un coup de poing d'un spectateur entrainant une condamnation à de la prison avec sursis.
Félix Lévitan décrit les nouvelles priorités du Tour : « Nous voulons passer par les Alpes, par les Pyrénées, par le Massif central et terminer à Paris. Ce sont les quatre axes de l'épreuve ». La course offre une promotion aux stations balnéaires et de sports d'hiver du pays. Neuf stations de sports d'hiver sont ainsi visitées en 1975. Le promoteur immobilier Guy Merlin devient un partenaire important et jusqu'en 1982, le Tour fait régulièrement étape dans des stations où il mène des projets immobiliers, s'arrêtant même à trois reprises à Merlin-Plage, une station balnéaire à son nom sur le littoral vendéen. Guy Merlin signe également un contrat d'exclusivité en 1978 avec l'organisation du Tour et offre au vainqueur de l'épreuve, entre 1976 et 1988, un appartement d'une valeur de 100 000 francs. Avec le retour des sponsors, la caravane reprend de l'ampleur et le Tour de France est bénéficiaire à partir de 1976. Tout au long des années 1970, les transferts entre villes-étapes se multiplient : le départ d'étape est régulièrement situé dans une autre ville que celle d'arrivée, ce qui permet aux organisateurs d'augmenter les recettes en multipliant le nombre de villes-étapes et de ne sélectionner que les plus offrantes.
Le tournant commercial pris par le Tour de France est toutefois critiqué. L'importance prise par la télévision bouleverse le déroulement de la course : l'intérêt d'un passage à l'écran pour un sponsor d'équipe pousse des coureurs à chercher avant tout à passer à la télévision. Un retour aux équipes nationales est évoqué. Les nouvelles priorités du parcours qui multiplient les transferts entre étapes et entre les arrivées et les hôtels lorsque le Tour fait étape dans des petites communes, ainsi que le fractionnement de certaines journées de courses en deux, voire trois étapes, poussent les coureurs à improviser une grève à Valence d'Agen en 1978. Quelques aménagements sont décidés en 1979, notamment sur l'horaire de départ des étapes, mais les priorités restent les mêmes et le Tour est amené à prendre encore davantage d'ampleur dans les années qui suivent.

## L'«extension mondialisée» du Tour de France
Les années 1980 et 1990 sont une période d'internationalisation et de croissance du Tour de France : c'est la période appelée « extension mondialisée » du Tour de France.

### Le Tour de France s'internationalise

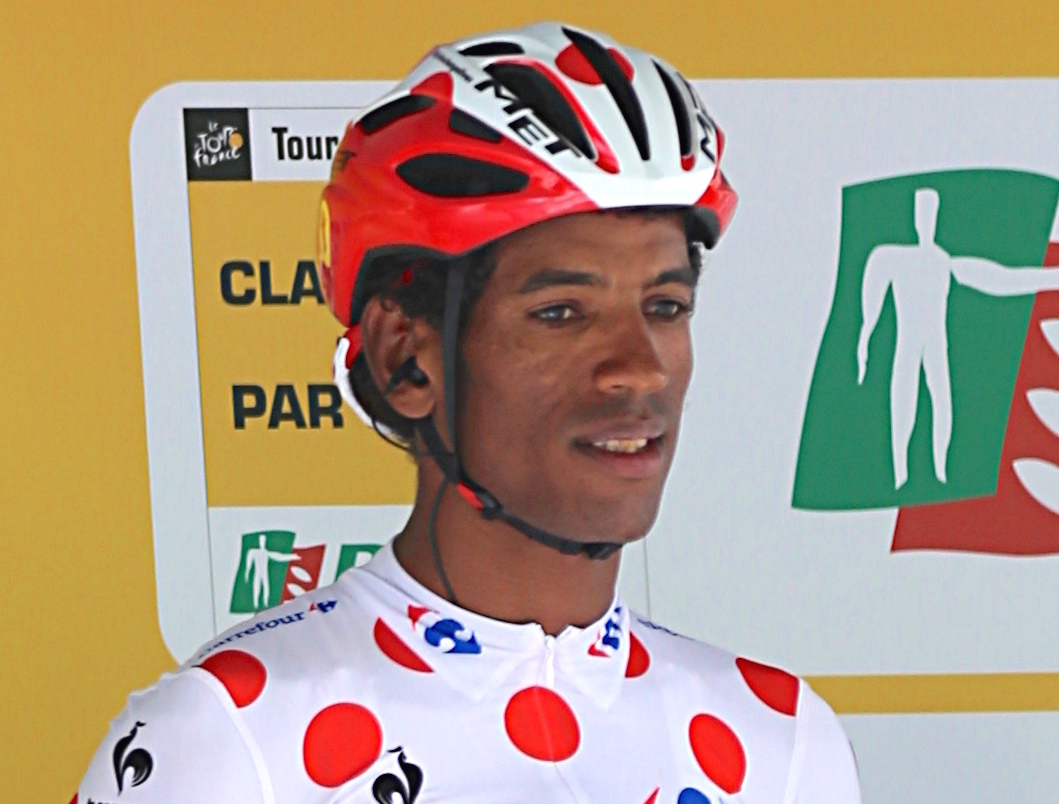
Daniel Teklehaimanot est, avec son coéquipier Merhawi Kudus, l'un des deux premiers noirs africains engagés sur le Tour de France.

Au début des années 1980, l'organisation du Tour de France cherche à élargir son audience et à trouver de nouveaux adversaires aux coureurs d'Europe de l'Ouest (les vainqueurs du Tour de France ne sont alors tous issus que de sept pays de cette région), et particulièrement à Bernard Hinault qui domine la compétition. L'idée d'un Tour « open », c'est-à-dire ouvert aux amateurs, est lancée par Félix Lévitan en 1982. Elle se réalise l'année suivante, moins ambitieuse toutefois que ce qu'imaginait ce dernier : il imaginait un Tour disputé pour moitié par des équipes professionnelles et une autre moitié d'équipes nationales amateurs, une proposition refusée par les groupes professionnels. Alors que le but de ce projet est de faire participer les coureurs d'Europe de l'Est, ceux-ci en sont empêchés par leurs dirigeants politiques. Une seule équipe amateur participe finalement au Tour de France 1983 : l'équipe de Colombie. Le bilan de cette première participation est mitigé mais les éditions suivantes permettent à des coureurs colombiens d'émerger, tel que le grimpeur Luis Herrera, deux fois vainqueur du classement de la montagne, et de devenir professionnels dès 1985. Au lieu de s'ouvrir à l'Est, le Tour élargit son horizon à l'ouest, avec en 1986, outre la présence de deux équipes colombiennes, la première participation d'une équipe américaine, 7 Eleven, et la première victoire d'un coureur non-européen, l'Américain Greg LeMond. Si aucun coureur amateur d'Europe de l'Est ne participe au Tour, l'ouverture progressive de certains pays permet à des athlètes de devenir professionnels en Europe de l'Ouest : ainsi le Yougoslave Primož Čerin est le premier « coureur de l'Est » à participer au Tour en 1986 et le Polonais Lech Piasecki le premier à porter le maillot jaune en 1987. Cette année-là, le Tour fait un pas vers l'Est en partant de Berlin-Ouest. La proposition de rallier ensuite la France en traversant la République démocratique allemande a été repoussée par la fédération cycliste est-allemande, mais cette édition marque tout de même la volonté d'internationaliser le Tour.
Il faut attendre la chute du mur de Berlin puis la fin du pacte de Varsovie pour voir participer en nombre des coureurs d'Europe de l'Est. Ce sont d'abord les coureurs est-allemands qui intègrent des équipes professionnelles, dont Olaf Ludwig, vainqueur du classement par points en 1990. Lors de cette édition, l'équipe soviétique Alfa Lum participe, avec dans ses rangs Dimitri Konyshev, premier vainqueur d'étape russe. Des coureurs formés à l'Est brillent régulièrement sur le Tour durant les années 1990, comme le sprinteur ouzbek Djamolidine Abdoujaparov, le Letton Piotr Ugrumov, deuxième du classement général en 1994, et l'Allemand Jan Ullrich, vainqueur en 1997. L'adoption de la formule « open » conduit à une augmentation significative du nombre de coureurs engagés sur le Tour de France, qui atteint son maximum en 1986 avec 210 coureurs au départ. Parallèlement à la diversification des nationalités des coureurs, les nationalités des médias qui suivent le Tour se diversifient également. En 1983, 32 journalistes colombiens sont présents. En 1990, un premier journaliste soviétique suit l'épreuve, année où l'on recense 635 journalistes et 140 photographes issus de 25 pays différents, représentant 348 titres de presse et vingt chaînes de télévision. Depuis le début du XXIe siècle, le mouvement d'internationalisation du Tour de France se poursuit avec la première participation des Japonais Yukiya Arashiro et Fumiyuki Beppu, premiers coureurs asiatiques à terminer le Tour de France en 2009, puis celle du Chinois Ji Cheng en 2014. En 2015, l'équipe MTN-Qhubeka devient la première équipe africaine à disputer l'épreuve, en comptant notamment dans ses rangs les coureurs érythréens Daniel Teklehaimanot et Merhawi Kudus, premiers coureurs noirs africains engagés sur le Tour.

### Croissance économique et place hégémonique dans le cyclisme

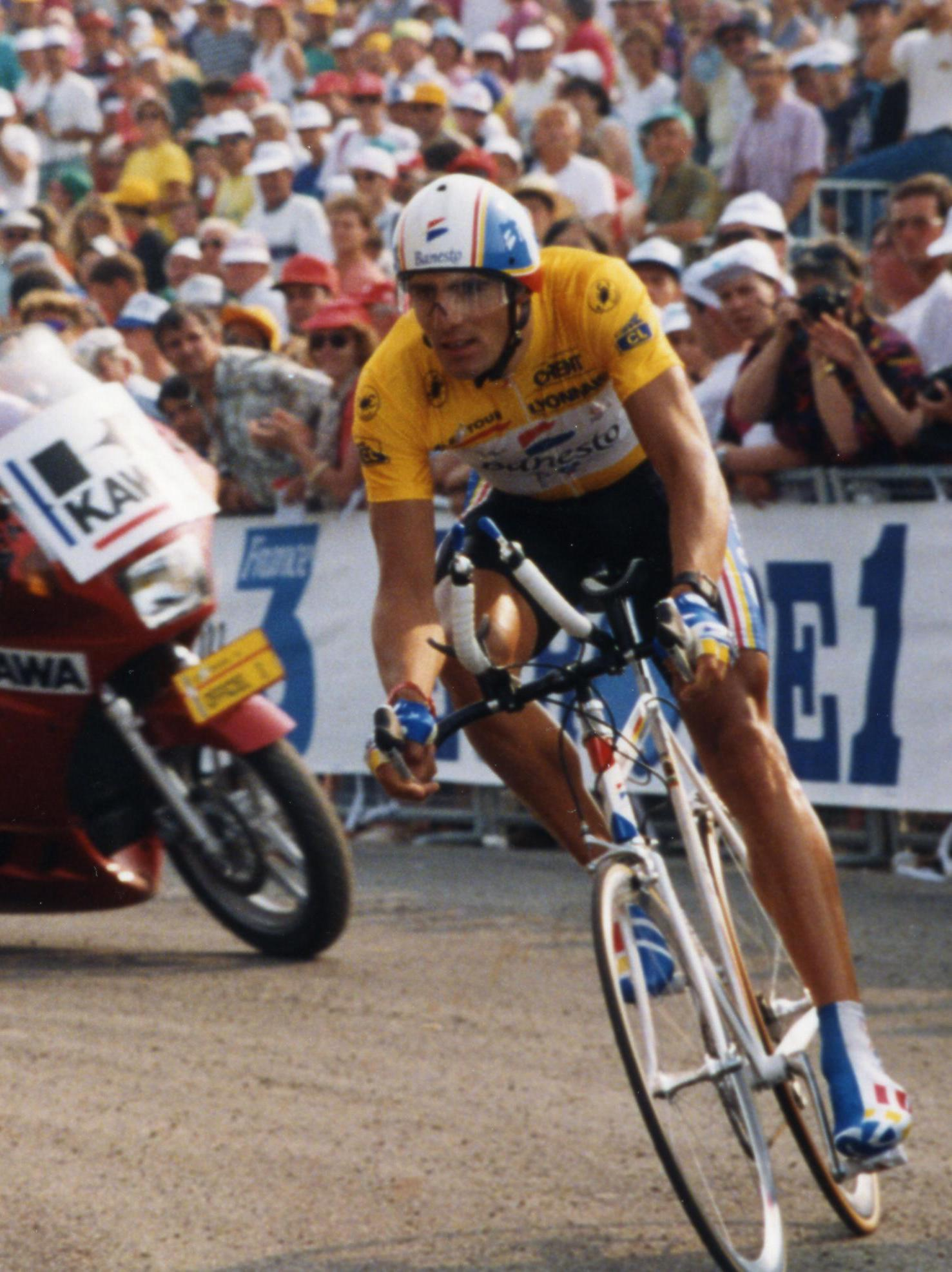
À l'image de Miguel Indurain, certains coureurs délaissent les autres grands tours pour se consacrer au Tour de France.

La période voit le Tour de France devenir une « gigantesque machine économique ». Son suivi médiatique, ses recettes et son budget croissent et sa place dans le cyclisme devient hégémonique. Ces évolutions sont pour partie liées à la stratégie des organisateurs du Tour. Ceux-ci changent d'ailleurs à la fin des années 1980. En 1988, Jean-François Naquet-Radiguet remplace Félix Lévitan, avec l'objectif de « moderniser » le Tour. Il signe des contrats avec de nouveaux diffuseurs et insuffle une nouvelle stratégie commerciale, poursuivie par son successeur Jean-Marie Leblanc, qui le remplace dès l'année suivante. Il s'agit de débarrasser le Tour de son image de « foire commerciale », et de s'appuyer sur un nombre restreint de sponsors plus importants, formant un « club des partenaires ». Ces politiques permettent au Tour de tripler son budget entre 1988 et 2003, grâce à une forte augmentation des droits télévisés et des recettes publicitaires. La Société du Tour de France devient en 1993, une filiale d'Amaury Sport Organisation. Les recettes provenant des villes-étapes augmentent sans cesse alors que le Tour de France visite divers parcs de loisirs : le Puy du Fou à trois reprises depuis 1993, Eurodisney en 1994, le Futuroscope à six reprises à partir de 1986 et Cap'Découverte en 2003. Le chiffre d'affaires du Tour de France bénéficie largement de l'explosion des droits de retransmission télévisée : ils passent d'environ 250 000 euros au début des années 1980 à environ 16 millions d'euros à la fin des années 1990.
Toujours dans un but commercial, la Société du Tour de France décide de créer en 1984 un Tour de France féminin. Celui-ci est couru en lever de rideau de l'épreuve masculine : les coureuses effectuent une partie de l'étape des hommes avant le passage de la caravane publicitaire. La Française Jeannie Longo remporte le classement général de l'épreuve à trois reprises. Le Tour de France féminin disparaît finalement en 1989, faute de sponsors et de couverture médiatique.
Le Tour de France, déjà doté d'un prestige plus important que les autres courses depuis plusieurs décennies, acquiert une position hégémonique. Certains coureurs axent leur saison sur le Tour de France, et délaissent d'autres compétitions majeures du calendrier. Cette stratégie est initiée par l'Américain Greg LeMond, ensuite imité par Miguel Indurain, quintuple vainqueur entre 1991 et 1995 et Lance Armstrong, détenteur du record de victoires avec sept succès de 1999 à 2005 jusqu'à son déclassement en 2012, ainsi que d'autres coureurs ayant eu l'objectif de gagner le Tour. Le cyclisme sur route se segmente entre spécialistes des classiques et des courses par étapes. Bernard Hinault est ainsi le dernier lauréat de la « grande boucle » à compter au moins une victoire sur une classique dite « monument » et sur le Tour la même année. L'Italien Vincenzo Nibali compte lui aussi à son palmarès des victoires sur les grands tours et sur une classique monument après son succès sur le Tour de Lombardie 2015, mais ces victoires n'ont pas été obtenues la même année. Les championnats du monde et les Tours d'Italie et d'Espagne souffrent aussi de la concurrence du Tour. Les premiers, en étant déplacés de la fin de l'été au mois d'octobre, voient un grand nombre des meilleurs coureurs s'abstenir d'y participer, et des coureurs de moindre notoriété s'imposer. Le Giro souffre également durant les années 1990 et 2000 d'une participation de moindre qualité que durant les décennies précédentes. La simple participation au Tour devient une motivation essentielle pour les sponsors d'équipe, ne serait-ce parfois que pour « montrer le maillot » en passant à la télévision pendant quelques heures, grâce à des échappées au long cours. Le nombre d'équipes candidates au Tour de France est croissant. En 1989, l'Union cycliste internationale instaure un système de sélection, basé sur le classement mondial par équipes, permettant aux mieux classées d'entre elles de participer automatiquement. Le nombre d'invitations laissées à la discrétion des organisateurs est faible, et les déceptions sont fréquentes, avec des conséquences sur le financement voire la survie des équipes écartées. Ainsi, la société BigMat annonce ainsi en 2003 la fin de son partenariat avec l'équipe portant alors son nom, après avoir essuyé deux non-sélections consécutives. En 2001, l'équipe Mercury perd en cours de saison son second sponsor, Viatel, à la suite de sa non-sélection pour le Tour.

### Évolution du parcours
Alors que le parcours des premières éditions du Tour de France, qui réaffirme, d'après la volonté d'Henri Desgrange, les frontières naturelles du pays, fait du Tour de France un « moment d'appropriation symbolique du territoire national », cette dimension identitaire du Tour de France demeure très importante de la fin du XXe siècle au début du XXIe siècle. Le Tour commémore un certain nombre d'évènements historiques à l'image des deux guerres mondiales. En 1994, il célèbre le cinquantenaire du Débarquement de Normandie lors de l'étape entre Cherbourg et Rennes en passant par Utah Beach, Sainte-Mère-Église et Saint-Lô. De même en 2014, il célèbre le centenaire de la Première Guerre mondiale en traversant Ypres, le Chemin des Dames et Verdun. L'édition 1989 fête le bicentenaire de la Révolution française en offrant une prime de 17 890 francs au kilomètre 1 789. Le Tour passe aussi devant divers lieux symboliques et touristiques, comme le pont de Tancarville en 1960, le Mont Saint-Michel en 1990, 2013 et 2016, le tunnel sous la Manche en 1994, le pont de Normandie l'année suivante, le viaduc de Millau en 2005 ou encore le pont du Gard en 2019.
Le Tour devient lui-même un lieu de mémoire et le nom de plusieurs cols de montagne sont indissociables de l'épreuve, à l'image de L'Alpe d'Huez, du col du Galibier, d'Izoard, ou du Télégraphe dans les Alpes, du col d'Aubisque, d'Aspin, de Peyresourde ou du Tourmalet dans les Pyrénées, ou encore du mont Ventoux. Les organisateurs du Tour de France célèbrent également leur propre épreuve : ainsi en 2003, le parcours du Tour de France du centenaire emprunte les villes-étapes de la première édition, Paris, Lyon, Marseille, Toulouse, Bordeaux et Nantes. Une plaque commémorative est également inaugurée devant le café Le Réveil-Matin à Montgeron, lieu de départ du premier Tour en 1903.

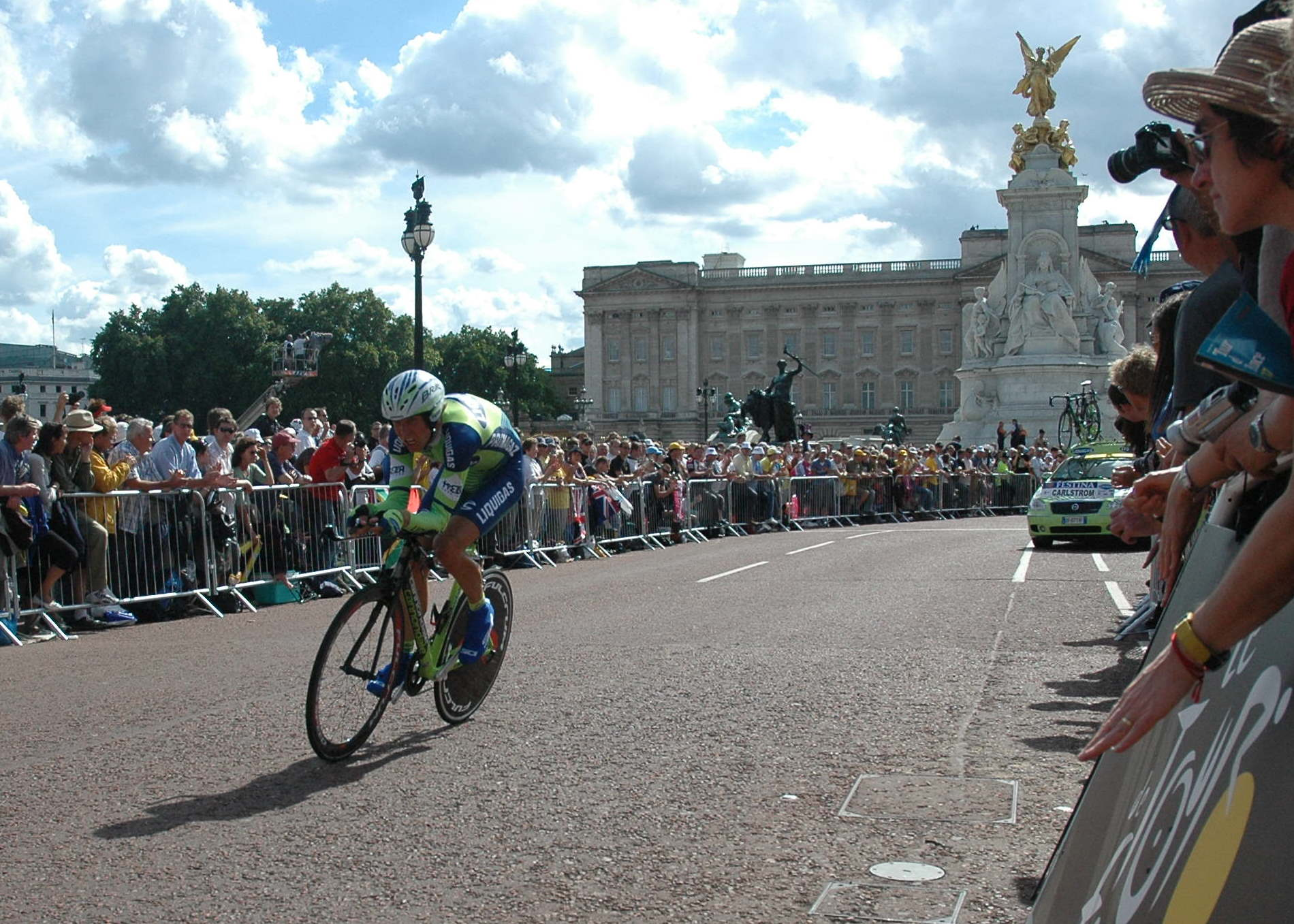
Départ du Tour de France 2007 à Londres.

Le grand départ du Tour de France devient peu à peu un enjeu économique majeur. Si le Tour s'élance pour la première fois de l'étranger dès 1954 à Amsterdam, la délocalisation du départ de l'épreuve tend à s'accélérer depuis le début du XXIe siècle. Entre 2002 et 2017, neuf des seize départs sont donnés à l'étranger, une tendance plus nette encore sur la période de 2009 à 2017 avec six départs, soit deux départs sur trois donnés à l'étranger. Cette tendance est notamment dénoncée par plusieurs anciens coureurs à l'image de Jacky Durand, qui déclare à l'occasion du départ du Tour de France 2014 à Leeds en Angleterre : « Je ne pense pas que cela soit nécessaire. Évidemment quand on a un départ à l'étranger, c'est une grande fête populaire mais partir d'Angleterre et y rester trois jours pour moi ce n'est pas le Tour de France. » Christophe Moreau voit également en cette mode des départs à l'étranger une manifestation des difficultés qu'ont les villes françaises à réunir les fonds nécessaires pour organiser la venue du Tour de France : « Ces dernières années, on s'aperçoit que ces grands départs coûtent cher et l'argent désormais se trouvent au-delà des frontières. De plus en plus de régions, de départements ou de communes ont vraiment du mal à rassembler les fonds nécessaires. » Si le Tour de France s'élance principalement des pays limitrophes avec une majorité de départs depuis les Pays-Bas, l'Allemagne et la Belgique, les candidatures du Japon et du Qatar sont évoquées au début des années 2010. Christian Prudhomme, alors directeur du Tour de France, dresse toutefois un certain nombre de limites à un départ du Tour de France hors d'Europe : « Pour moi, il faut que les coureurs puissent rentrer à vélo à l'intérieur des frontières françaises, à l'exception d'une traversée de la Manche ou de la Méditerranée [...]. Grosso modo, je nous vois mal aller à plus de 700-800 kilomètres des frontières françaises. »

## Le Tour de France face au dopage

### Des premiers témoignages aux premiers contrôles

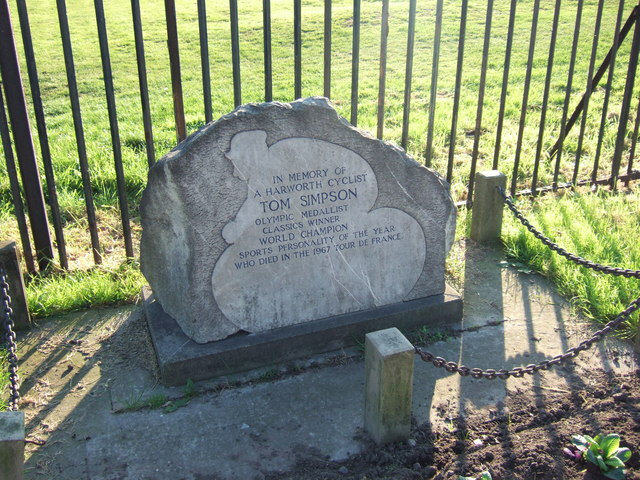
Cénotaphe en granit à la mémoire de Tom Simpson, similaire à celui érigé sur les pentes du mont Ventoux.

Le dopage est apparu dans le cyclisme dès la fin du XIXe siècle, notamment lors des courses de six jours et autres compétitions sur piste très populaires à l'époque. Jusqu'aux années 1950, il n'est pas un sujet d'inquiétude majeur et est traité de façon cursive ou humoristique, bien qu'Henri Desgrange s'en émeuve. Le célèbre article d'Albert Londres recueillant le témoignage des frères Pélissier en 1924 dévoile les pratiques de l'époque. Les autorités médicales, sportives et politiques commencent à s'en préoccuper durant les années 1950, lorsque plusieurs incidents révèlent la généralisation des pratiques dopantes, tels que le malaise de Jean Malléjac durant l'ascension du mont Ventoux en 1955, l'abandon en 1957 de Federico Bahamontes, souffrant d'une blessure au bras causée par une piqûre de calcium, la chute de Roger Rivière en 1960, qui restera paralysé et dans les poches duquel on trouve des cachets de palfium, un puissant analgésique,. La découverte des produits détenus par de jeunes coureurs pris de malaise sur le Tour de l'Avenir en 1961 convainc le docteur Dumas à alerter la Fédération française de cyclisme. Les coureurs eux-mêmes assument ces pratiques illicites, à l'image du quintuple vainqueur Jacques Anquetil. Son biographe Paul Fournel, affirme que le coureur « se dopait. Il l'a dit, et redit. Il a même précisé que ses fesses ressemblaient à une passoire à force de piqûres d’amphétamines. Il a toujours été clairement opposé aux contrôles antidopage, estimant que les efforts demandés le justifiaient, et que les coureurs étaient des hommes professionnels et responsables. Rien n’indique formellement que son décès soit dû au dopage, mais il est évident qu’un doute légitime peut peser sur cette question ».
La lutte contre le dopage est lancée en 1965 avec en France le vote de la loi de juin 1965 tendant à la répression de l'usage des stimulants à l'occasion des compétitions sportives, dite loi Herzog,. Aux premiers contrôles lors du Tour de France 1966, les coureurs réagissent par une grève. Après la mort de Tom Simpson sur les pentes du mont Ventoux en 1967, des contrôles systématiques sont effectués à partir de 1968 aux arrivées de chaque étape sur des coureurs tirés au sort. Deux cas spectaculaires marquent les deux décennies suivantes. Michel Pollentier est exclu du Tour de France 1978 pour avoir tenté de frauder au contrôle antidopage à l'aide d'une poire remplie d'urine propre alors qu'il vient de prendre le maillot jaune en remportant l'étape à l'Alpe d'Huez. En 1988, le vainqueur Pedro Delgado est contrôlé positif au probénécide, un produit masquant permettant de dissimuler la prise de stéroïdes anabolisants, mais n'est pas sanctionné car ce produit ne figure pas sur la liste des produits interdits par l'Union cycliste internationale, alors qu'il figure sur celle du Comité international olympique.

### Succession d'affaires

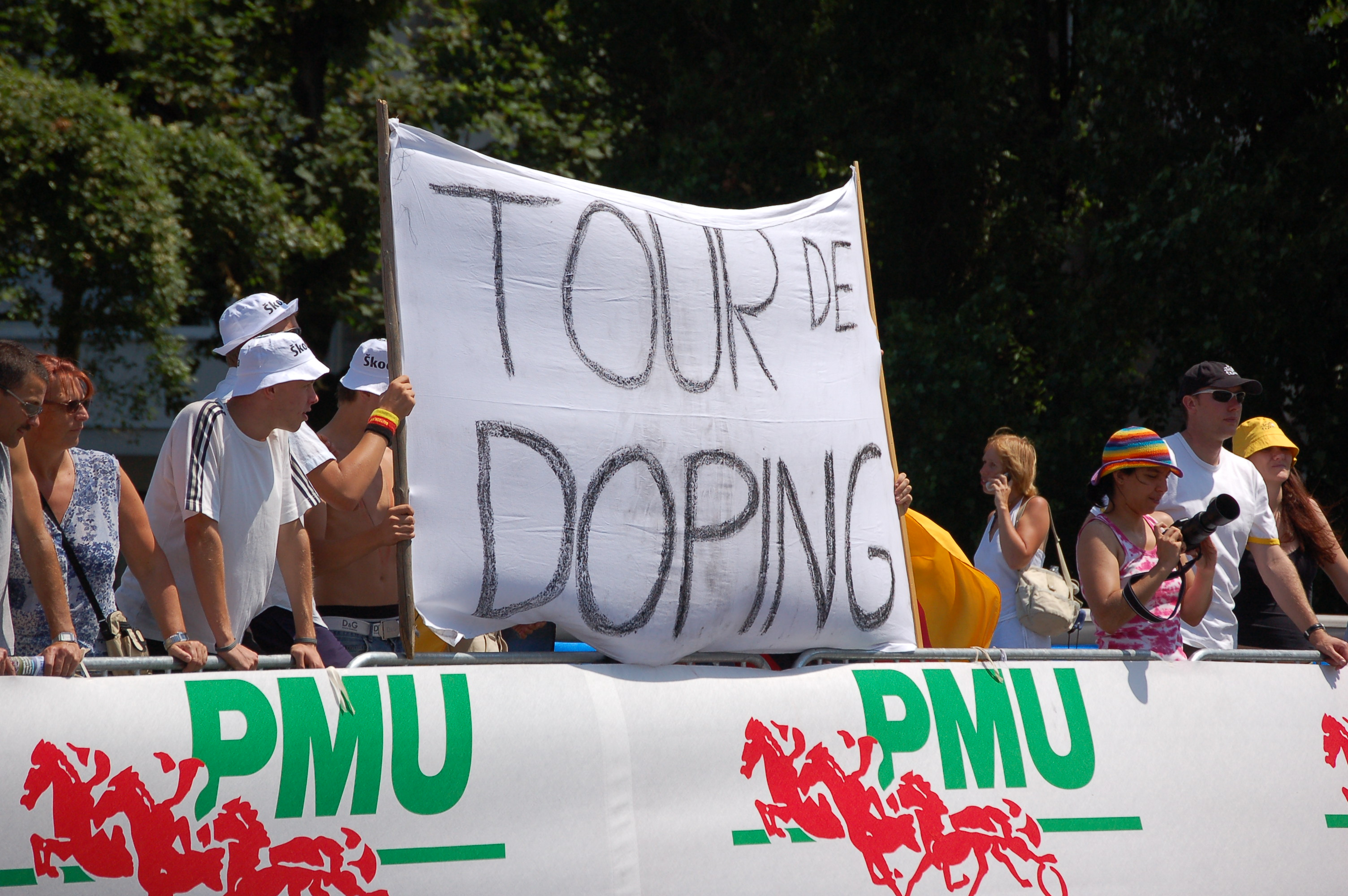
Banderole contre le dopage portée par des spectateurs lors du Tour de France 2006.

L'« affaire Festina » en 1998 constitue un tournant ; elle modifie la perception du dopage par le public et ternit l'image du Tour de France. Elle révèle un système collectif et systématique de dopage au sein d'une équipe. Willy Voet, soigneur de l'équipe Festina dont le leader est la vedette française Richard Virenque, est arrêté en possession de produits dopants lors d'un contrôle douanier à quelques jours du départ du Tour. L'enquête et les aveux de l'encadrement de l'équipe puis des coureurs dévoilent l'« ampleur du dopage » et le passage « d'un dopage artisanal à un dopage industriel. » L'enquête qui s'étend à d'autres équipes met en péril le déroulement de la course. Les coureurs se plaignent d'être « traités comme du bétail » et plusieurs équipes abandonnent. Le Tour parvient tout de même à son terme et voit la victoire de Marco Pantani.
Dès lors, le Tour de France est régulièrement perturbé par un ou plusieurs cas de dopage. En 2006, Floyd Landis est le premier vainqueur du Tour à être déclassé pour dopage. Il est disqualifié quelques jours après l'arrivée pour un contrôle positif à la testostérone. En 2007, le Danois Michael Rasmussen, porteur du maillot jaune, est exclu par sa propre équipe à l'issue de la 16e étape. Alors que les performances du coureur suscitent de nombreuses suspicions, sa formation justifie sa mise à l'écart par le fait qu'il ait menti sur sa localisation et son lieu d'entraînement un mois avant le départ de l'épreuve. Ce n'est qu'en 2013 que Michael Rasmussen reconnaît avoir utilisé des produits dopants au cours de sa carrière. Ce même Tour de France 2007 est marqué par d'autres affaires de dopage : les équipes Astana et Cofidis se retirent de la course après les contrôles positifs de leurs coureurs Alexandre Vinokourov (transfusion sanguine homologue) et Cristian Moreni (testostérone). Au lendemain de l'arrivée, l'Espagnol Iban Mayo est lui aussi contrôlé positif. L'édition 2008 est elle aussi marquée par de nombreux contrôles positifs, dont celui de Riccardo Riccò, vainqueur de deux étapes et porteur du maillot de meilleur grimpeur avant son exclusion. Ce contrôle met en évidence l'utilisation d'une EPO de troisième génération par certains coureurs, le CERA,. De nouveaux tests antidopage menés par l'Agence française de lutte contre le dopage (AFLD) après le Tour permettent d'identifier de nouveaux coureurs dopés, à l'image de Bernhard Kohl, qui avait terminé à la 3e place de l'épreuve et meilleur grimpeur.
En 2011, Alberto Contador prend le départ du Tour de France alors que le Tribunal arbitral du sport n'a pas encore statué sur le contrôle antidopage positif au clenbutérol dont il a fait l'objet lors de l'édition précédente qu'il a remportée. En 2012, le Tribunal arbitral du sport disqualifie finalement Alberto Contador et lui inflige une suspension jusqu'en août 2012. La victoire dans le Tour de France 2010 est alors attribuée au Luxembourgeois Andy Schleck.

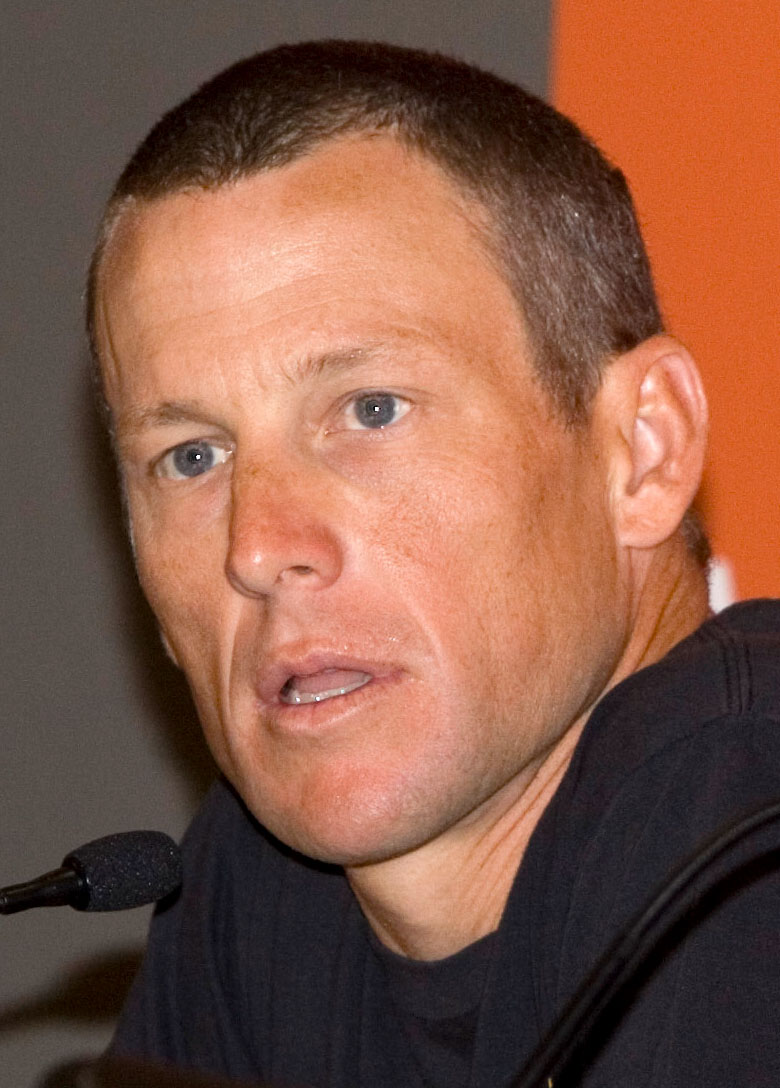
Lance Armstrong, déchu de ses sept victoires sur le Tour entre 1999 et 2005.

Le cas de Lance Armstrong illustre à lui seul la période trouble dans laquelle le Tour de France est plongé de la fin des années 1990 aux années 2010. Les sept Tour de France gagnés consécutivement de 1999 à 2005 par le coureur américain en écrasant ses rivaux, après avoir vaincu le cancer, font l'objet d'une « suspicion permanente ». Les journalistes se saisissent du dossier et révèlent au fil des années des témoignages confirmant les pratiques dopantes du cycliste américain, ainsi que des contrôles positifs. Lance Armstrong est également accusé par Floyd Landis et Tyler Hamilton, ses deux anciens coéquipiers, tous deux convaincus de dopage et qui racontent avoir vu le coureur américain pratiquer des transfusions sanguines ou s'injecter de l'EPO. Un rapport de l'Agence américaine antidopage démontre que l'équipe US Postal a mis en place un système de dopage sophistiqué permettant à ses coureurs, dont Lance Armstrong, de se doper systématiquement tout en évitant d'être contrôlé positif par les tests alors en vigueur. Lance Armstrong est déchu de ses sept victoires sur le Tour, qui ne sont pas réattribuées.
Dès lors, la crédibilité du Tour de France est constamment menacée et certains auteurs se montrent très critiques à l'égard de l'épreuve et du cyclisme en général, à l'image de Pierre Ballester, qui considère que la crédibilité sportive du Tour « est à zéro » et charge les différents acteurs du cyclisme professionnel au sujet de l'affaire Lance Armstrong : « C'est impossible de dire qu'ASO ne savait pas ce qu'il se passait. Cela participe à la propagation du dopage. Ils ne s'interposent pas. Il y a un double langage en disant qu'Armstrong est une image réelle du passé, alors que l'on voit dans les staffs des personnes qui ont trempé dans des affaires de dopage. Mais les gens sont de moins en moins dupes. Sur l'échelle des responsabilités, tout le monde est concerné. L'UCI, l'organisateur, les sponsors, les médias, la télévision... Il y a une forme de prosélytisme, on va toujours dans le sens du vent. » Les performances des coureurs sont régulièrement mises en doute, comme c'est le cas à propos de la domination du Britannique Christopher Froome sur le Tour de France 2015, sans qu'aucune preuve puisse établir l'existence d'éventuelles pratiques dopantes.
Une réduction des pratiques dopantes au sein du peloton semble apparaître depuis 2008, au regard de la baisse des performances des coureurs par rapport à celles qui ont été favorisées par le dopage à l'EPO les années précédentes. Une étude montre que, lors du Tour de France 2011, les trois cols hors catégorie franchis cette année-là l'ont été avec au moins trois minutes de retard sur les temps réalisés dans les années 1990 et 2000. Les performances des coureurs semblent également plus faibles en termes de puissance mécanique développée lors des ascensions. Cette baisse substantielle des performances des coureurs correspond à l'introduction du passeport biologique en 2008.
Dans sa lutte contre les différentes formes de dopage, le Tour de France met en place sur le Tour de France 2016 un dispositif contre le dopage mécanique. Des ingénieurs du Commissariat à l'énergie atomique équipés de caméras thermiques sont invités sur l'épreuve après le test concluant effectué lors des championnats de France de cyclisme sur route la même année. Ce dispositif qui cherche à détecter la présence d'un moteur électrique dans le cadre, la roue arrière ou le pédalier, vient compléter celui mis en place par l'Union cycliste internationale, qui utilise au départ ou à l'arrivée des étapes des tablettes avec un système à résonance magnétique pour ses contrôles.

## Principaux vainqueurs

### Classement général
Quatre coureurs ont remporté cinq fois le Tour de France, formant ce qui est souvent appelé le "Club des cinq". Jacques Anquetil fut le premier des quatre (1957, 1961, 1962, 1963, et 1964) suivi par le Belge Eddy Merckx (1969, 1970, 1971, 1972 et 1974) puis le Français Bernard Hinault (1978, 1979, 1981, 1982 et 1985) et l'Espagnol Miguel Indurain, le seul à l'avoir remporté cinq fois consécutivement (1991, 1992, 1993, 1994 et 1995). Les cinq victoires d'Hinault et Anquetil s'étendent sur des périodes de huit ans, celles de Merckx sur six ans.
Au sein de ce "Club des cinq", qui ont chacun dominé leur décennie, la détention du maillot jaune fut très inégale : le record est détenu par Eddy Merckx, à qui il fut remis 111 fois, devant 79 pour Bernard Hinault, 60 pour Miguel Indurain et 52 pour Jacques Anquetil, deux fois moins que Merckx et derrière les 59 pour Christopher Froome.
Deux coureurs détiennent quatre victoires, le Britannique Christopher Froome (2013, 2015, 2016 et 2017) et le Slovène Tadej Pogačar (2020, 2021, 2024 et 2025). Trois coureurs en remportent trois : le Belge Philippe Thys, le Français Louison Bobet et l'Américain Greg LeMond. Enfin, treize coureurs l'ont gagné à deux reprises : Lucien Petit-Breton, Firmin Lambot, Ottavio Bottecchia, Nicolas Frantz, André Leducq, Antonin Magne, Sylvère Maes, Gino Bartali, Fausto Coppi, Bernard Thévenet, Laurent Fignon, Alberto Contador, et Jonas Vingegaard.
Les sept victoires consécutives de l'Américain Lance Armstrong (1999 à 2005) ont toutes été annulées pour dopage.
Sur les 105 victoires finales comptabilisées depuis 1903 (les périodes d'Armstrong et de la Seconde Guerre mondiale ne figurent plus au palmarès), moins de la moitié (44), ont été gagnées par un coureur qui n'a remporté qu'un seul Tour de France.
Le plus grand écart revient à Fausto Coppi, vainqueur du Tour de France 1952 avec une avance record de 28 min 17 s sur le deuxième, le belge Stan Ockers,,. L'écart le plus serré au soir du dernier jour est les 8 secondes en faveur de Greg LeMond devant Laurent Fignon lors du Tour de France 1989.

#### Présences sur le podium
Le Français Raymond Poulidor a fini huit fois sur le podium, performances réalisées sur une période de 12 ans, avec trois deuxièmes places (1964, 1965 et 1974) et 5 troisièmes places (1962, 1966, 1969, 1974, et 1976). Deux autres coureurs ont terminé sept fois sur le podium : le Néerlandais Joop Zoetemelk, six fois deuxième (1970, 1971, 1976, 1978, 1979, et 1982) en plus de sa victoire en 1980 et le Français Bernard Hinault, deux fois deuxième en 1984 et 1986 en plus de ses cinq victoires.

### Maillots vert, blanc et à pois rouges
Maillot à pois rouges du Grand Prix de la montagne
Le record du nombre de victoires du Grand Prix de la montagne est détenu par le Français Richard Virenque avec 7 succès finaux en 11 ans, entre 1994 et 2004.
- 7.  Richard Virenque de 1994 à 1997, puis en 1999, 2003 et 2004
- 6.  Federico Bahamontes en 1954, 1958, 1959 et de 1962 à 1964
- 6.  Lucien Van Impe en 1971, 1972, 1975, 1977, 1981 et 1983

Maillot vert du classement par points (dit du "meilleur sprinter")
Le record du nombre de victoires au classement par points est détenu par le Slovaque Peter Sagan avec 7 succès finaux en huit ans (2012, 2013, 2014, 2015, 2016, 2018, et 2019).
- 7.  Peter Sagan de 2012 à 2016, 2018 et 2019
- 6.  Erik Zabel de 1996 à 2001
- 4.  Sean Kelly en 1982, 1983, 1985 et 1989

Maillot blanc du meilleur jeune
 Tadej Pogačar (Slovène) est le seul quadruple vainqueur du Maillot blanc du meilleur jeune, introduit en 1975. Huit de ses vainqueurs ont également remporté le Classement général du Tour de France au cours de leur carrière (Fignon, LeMond, Pantani, Ullrich, Contador, Andy Schleck, Bernal et Pogačar), dont sept la même année.
Tadej Pogačar fut le plus jeune vainqueur de ce classement, en 2020 à 21 ans et 364 jours, devant Egan Bernal, en 2019 à 22 ans et 196 jours et Jan Ullrich en 1996 avec 22 ans et 232 jours.

### Victoires d'étapes
Si 32 coureurs ont remporté au moins 10 étapes individuelles depuis 1903, le record du nombre de victoires est détenu par l'Anglais Mark Cavendish avec 35 succès, devant le Belge Eddy Merckx (34), les Français Bernard Hinault (28), André Leducq (25), André Darrigade (25) et le Luxembourgeois Nicolas Frantz (22).

### Autres statistiques et records
Le record de participations est codétenu par le Français Sylvain Chavanel et le Néerlandais Joop Zoetemelk avec 16 tours terminés, George Hincapie, ayant été disqualifié de trois d’entre eux, soit seulement 13 tours terminés.